# Bahnhof Berlin Friedrichstraße
Der Bahnhof Berlin Friedrichstraße ist ein Bahnhof der Deutschen Bahn im Berliner Ortsteil Mitte des gleichnamigen Bezirks an der Stadtbahn. Er liegt zwischen der namensgebenden Friedrichstraße und der Spree. Der Kreuzungsbahnhof wird täglich von etwa 262.000 Reisenden und Besuchern genutzt, womit er nach dem Hauptbahnhof an zweiter Stelle der meistfrequentierten Bahnhöfe der Stadt steht (Stand: 2019). Er gehört zu den über 80 Bahnhöfen der zweithöchsten Preisklasse 2 von DB Station&Service.
Im Verkehrsverbund Berlin-Brandenburg (VBB) ist der Bahnhof Friedrichstraße Station sowohl von Regional- als auch S-Bahn und umfasst auch den gleichnamigen U-Bahnhof der BVG. Wegen seiner zentralen Lage in der Bundeshauptstadt nahe dem Boulevard Unter den Linden, dem Brandenburger Tor und dem Reichstagsgebäude ist er ein beliebter Ausgangspunkt für Touristen, die dort zum innerstädtischen Verkehr mit Bussen und Straßenbahnen umsteigen können.
In den Jahren der Berliner Mauer befand sich am Bahnhof Friedrichstraße eine der wichtigsten Grenzübergangsstellen zwischen Ost- und West-Berlin, genannt Tränenpalast.
Regional- und S-Bahn-Züge halten oberirdisch an insgesamt drei Bahnsteigen, die von Süden nach Norden als A, B und C bezeichnet werden. Die Bahnsteige liegen auf dem Stadtbahnviadukt und werden von einer größeren (Regionalbahn) und einer kleineren Bahnhofshalle (S-Bahn) überspannt. Unterirdisch kreuzen der Nord-Süd-Tunnel (auf der westlichen Seite unter dem Reichstagufer) mit dem Bahnsteig D der S-Bahn, sowie die U-Bahn-Linie U6 mit dem Bahnhof auf der östlichen Seite unter der Friedrichstraße.

## Geschichte

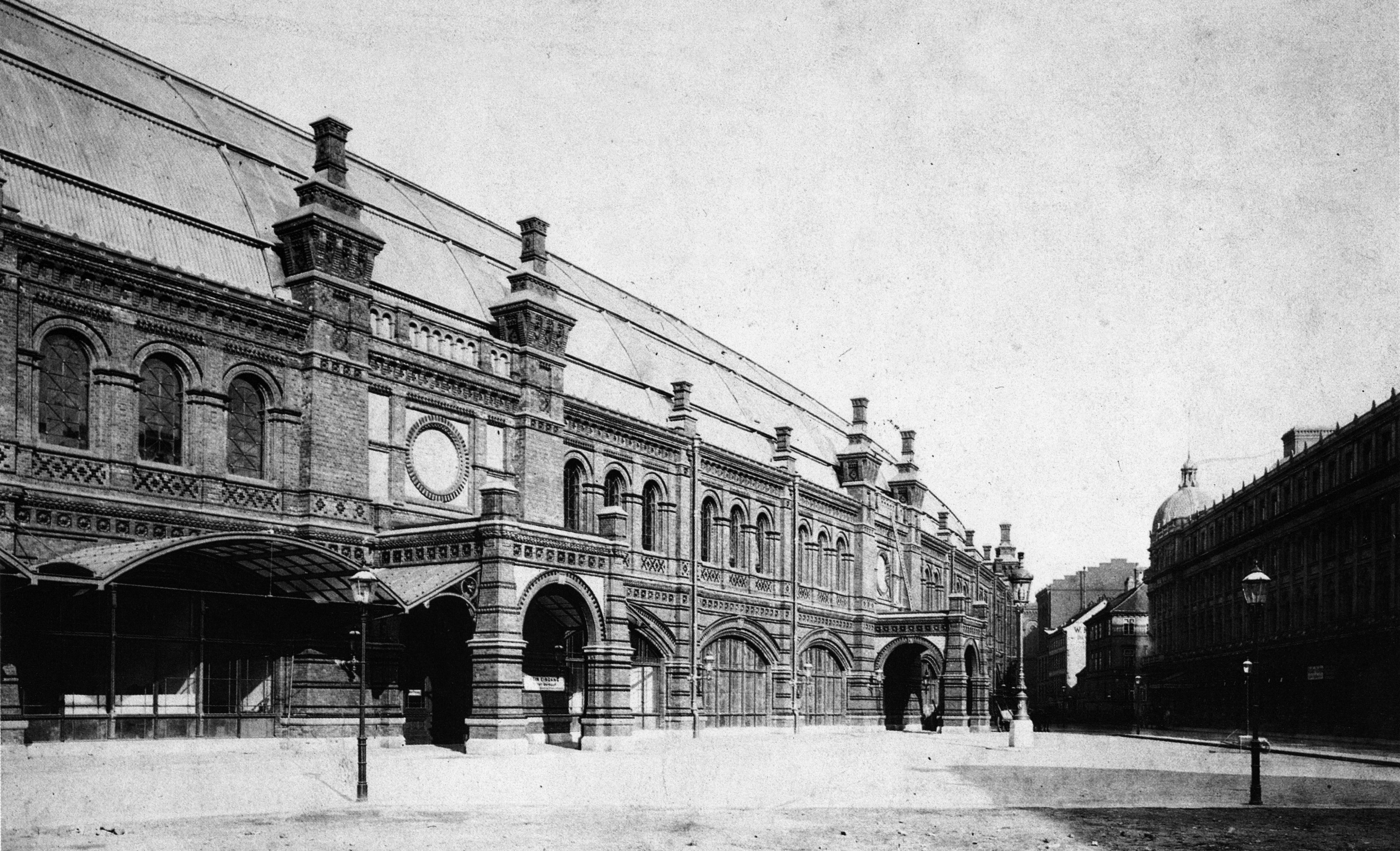
Südseite des Bahnhofs, um 1885

### Entstehung
Im Jahr 1878 wurde auf einem Grundstück zwischen Friedrichstraße und Spree nach Plänen von Johannes Vollmer mit dem Bau des Bahnhofs begonnen. Der Architekt war gleichzeitig mit dem Bau des Bahnhofs Hackescher Markt betraut. Ebenso wie die gesamte von Ernst Dircksen projektierte Viaduktstrecke wurde der Bahnhof Friedrichstraße auf gemauerten Bögen errichtet, zwischen und unter denen der Zugang zu den Bahnsteigtreppen möglich war. Der Bahnhof besaß zwei Bahnsteige mit je zwei Richtungsgleisen und einer großen bogenförmigen Bahnsteighalle über Fachwerkbindern unterschiedlicher Spannweite, die die Trassenkrümmung überwölbten. Der Haupteingang befand sich auf der Nordseite, während die Droschken auf dem dreieckigen südlichen Vorplatz hielten. Strecken und Bauwerke wurden am 7. Februar 1882 für die Vorortbahn (spätere S-Bahn) und am 15. Mai desselben Jahres für die Fernbahn als Centralbahnhof Friedrichstraße eröffnet.

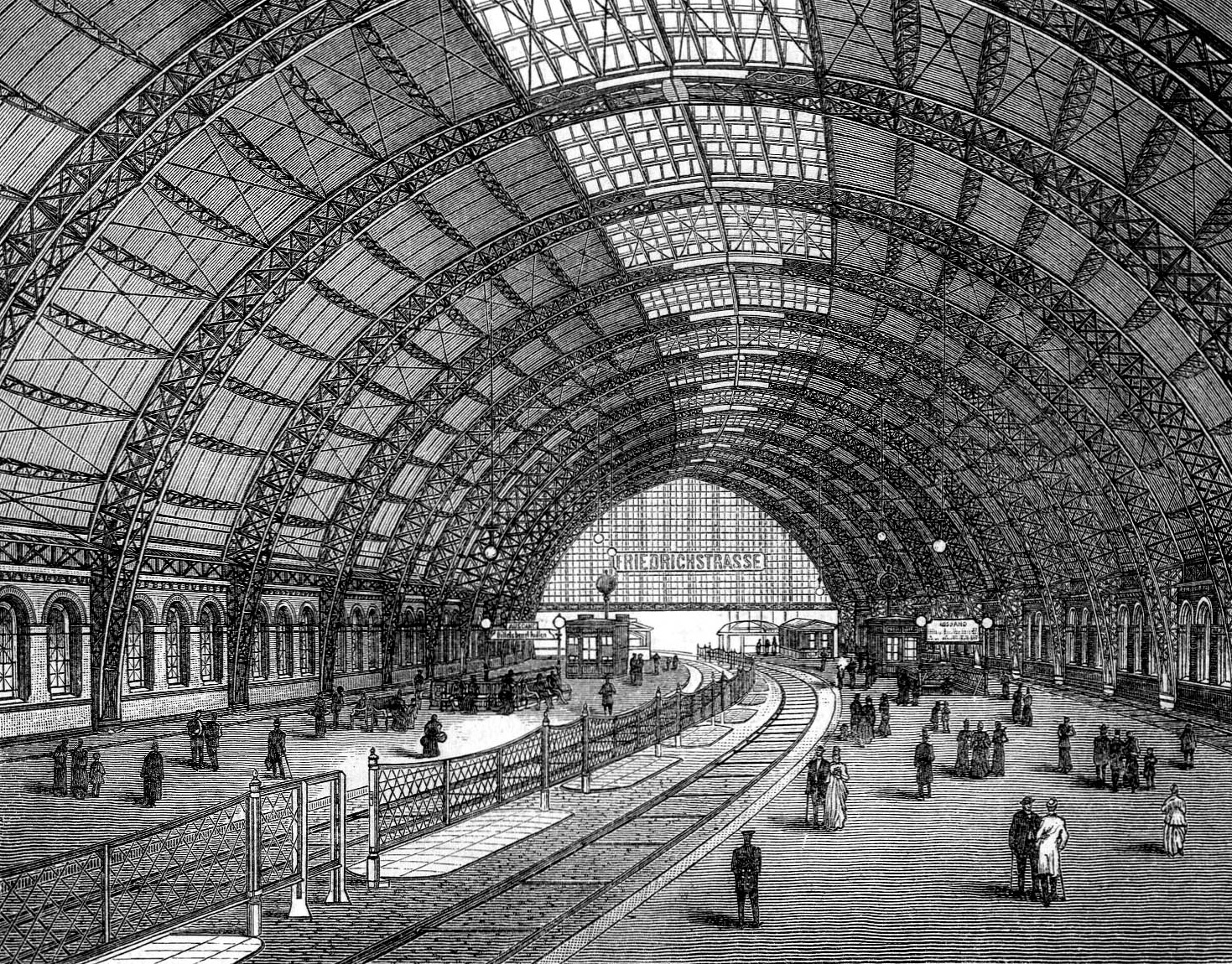
Bahnhofshalle (Stich nach dem Bauplan 1878–1882)
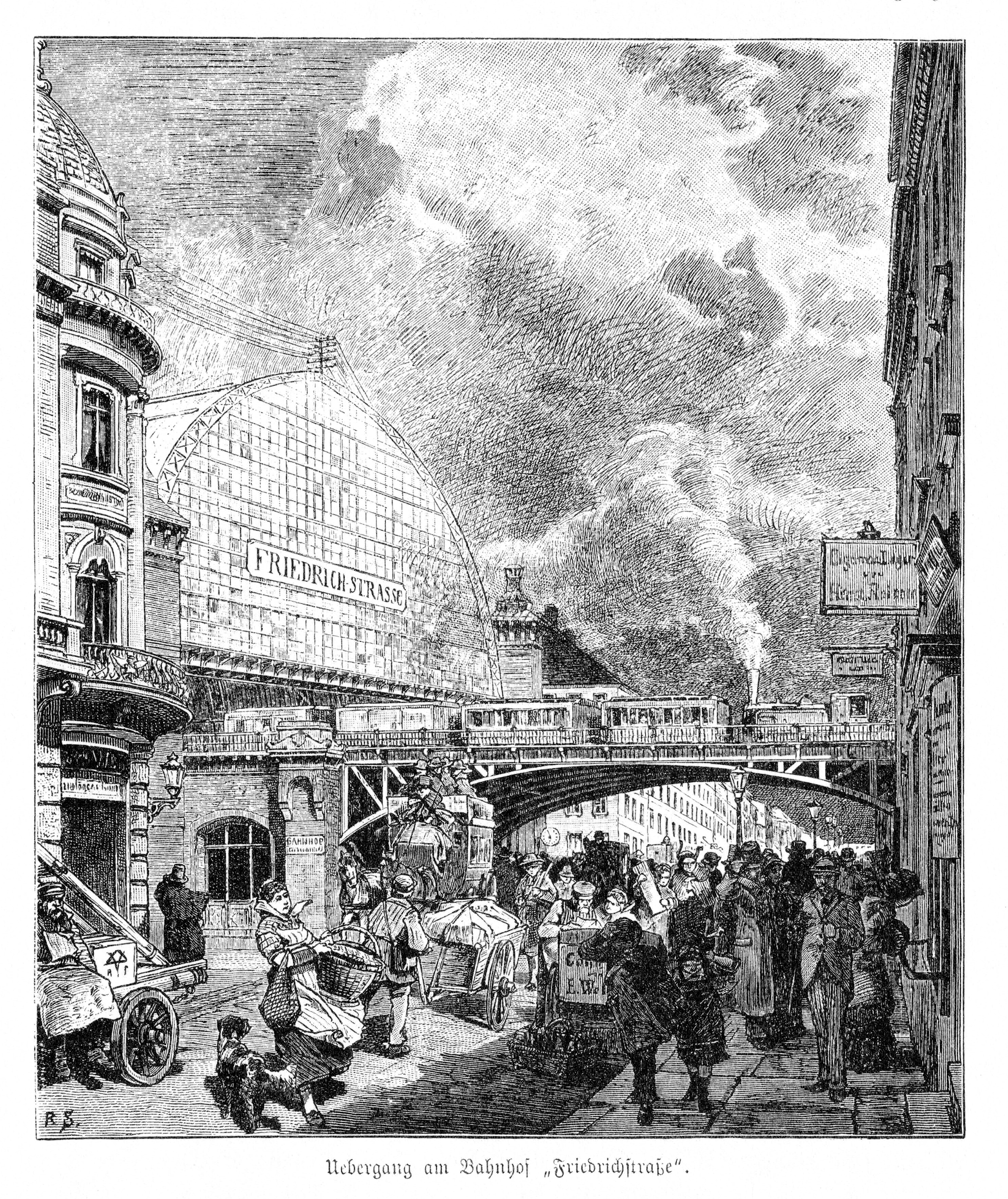
Ansicht von der Friedrichstraße mit Blick nach Norden (Stich nach Foto, 1882)
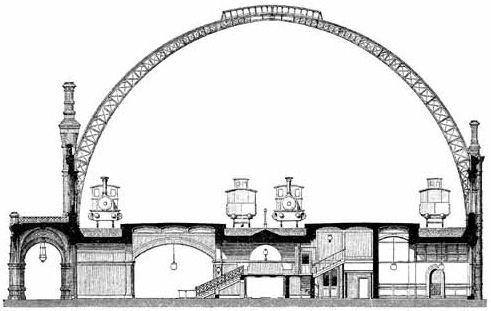
Schnitt durch den Bahnhof (Stich nach dem Bauplan 1878–1882)
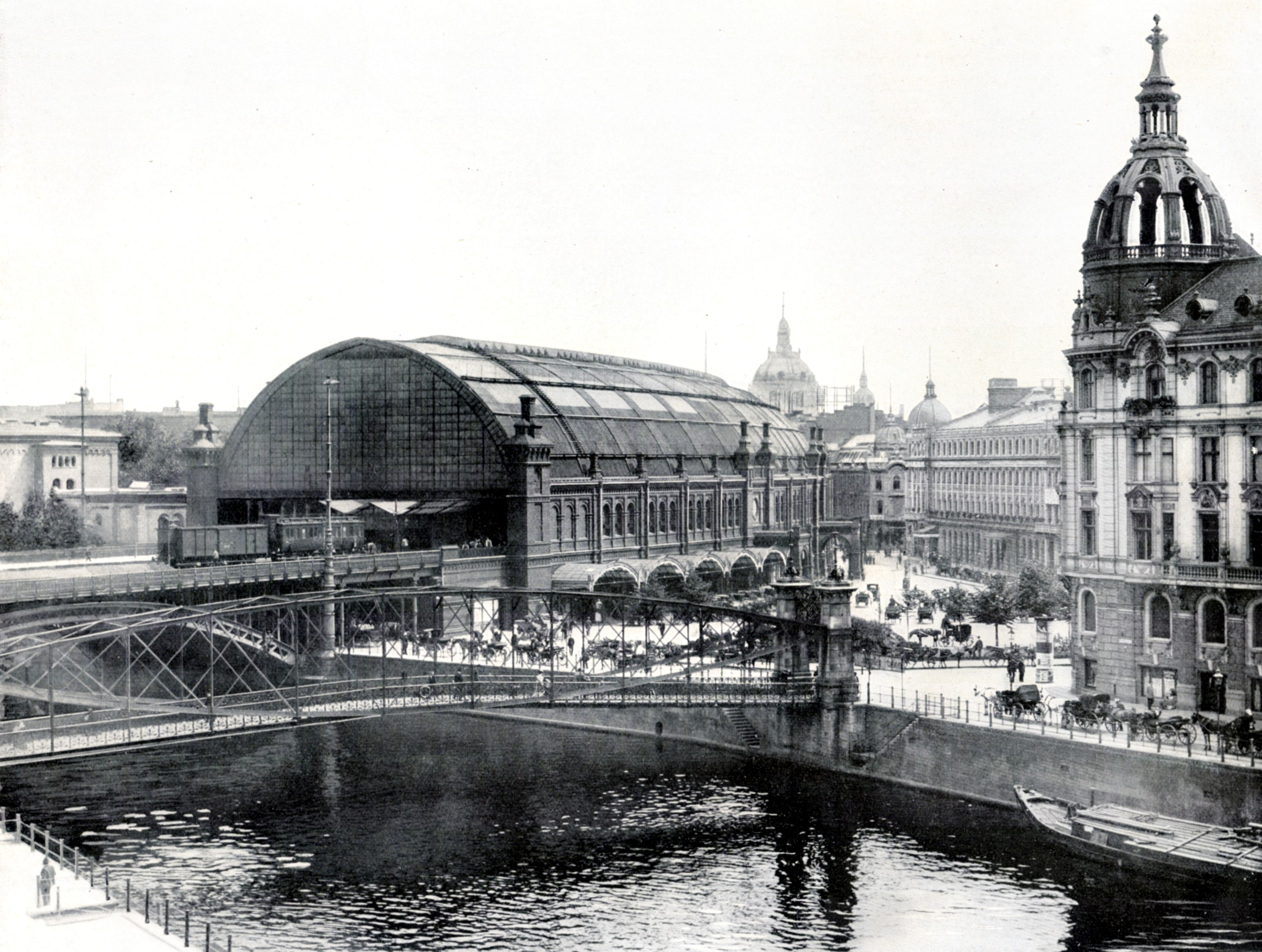
Bahnhof Friedrichstraße mit dem Schlütersteg im Vordergrund, 1903
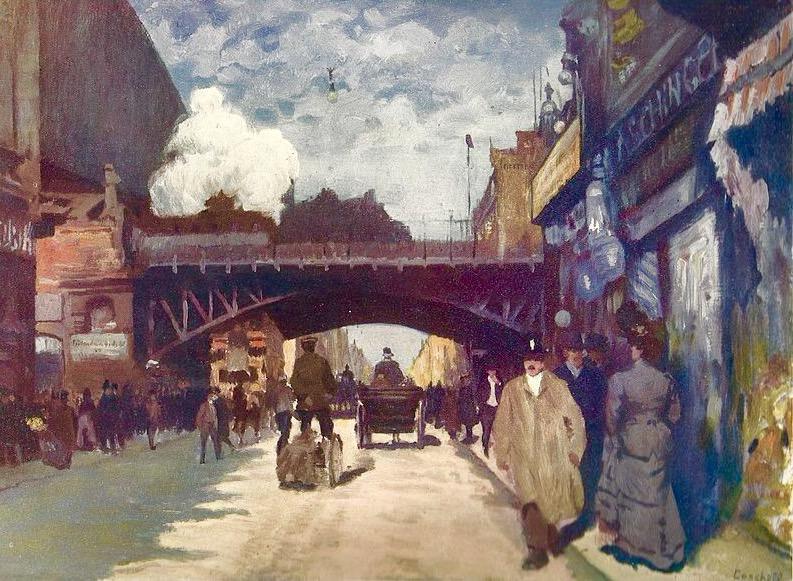
Friedrichstraße (Gemälde von Moritz Coschell, 1907)

### Umbau und Erweiterungen

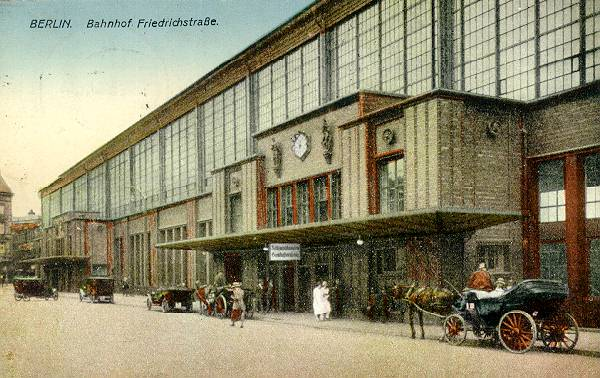
Nordseite des Bahnhofs 1926, nach dem Umbau

Da die Station infolge des schnell anwachsenden Verkehrs bereits vor dem Ersten Weltkrieg für den abzuwickelnden Fernverkehr zu klein war, wurde sie ab 1914 unter Betrieb nach und nach abgerissen und in erweiterter Form wieder aufgebaut. Dabei wurden die Baukonstruktionen erheblich verstärkt, und für die Vorortgleise entstand auf der Nordseite ein neuer, etwas angehobener Bahnsteig. Für die Fernbahn standen damit zwei Richtungsbahnsteige zur Verfügung. Die stählerne, seitlich verglaste Doppelhalle entstand zwischen 1919 und 1925 nach Plänen von Carl Theodor Brodführer (Stahlbau Gollnow, Stettin bzw. Beuchelt, Grünberg/Schlesien). Der Bahnhof erhielt auf der Nordseite unter dem Stadtbahnviadukt zwei abgetreppte Eingangsbauten in expressionistischer Formensprache. Die Außenwandflächen der Nordfassade wurden mit dunkel glasierten Klinkern verkleidet, während die Ecken aus gerundeten Formsteinen bestanden. Demgegenüber war die gesamte Südfassade nur verputzt worden, bis sie bei der letzten durchgreifenden Sanierung 1999 ebenfalls verklinkert wurde und über den Eingängen gläserne Vordächer erhielt.
In dieser Zeit wurde bereits im Untergrund gebaut: Am 30. Januar 1923 wurde der U-Bahnhof der ersten Großprofillinie fertiggestellt (damals: Nord-Süd-Bahn, 1928–1966: Linie C, heute: Linie U6), wodurch auf der Ostseite unter der Friedrichstraße ein unterirdisches System von Gängen entstand.
Am 11. Juni 1928 wurde der elektrische Betrieb auf den Vorortgleisen der Berliner Stadtbahn eröffnet, Ende 1930 wurde das weiße ‚S‘ auf grünem Grund als Markenzeichen der Berliner S-Bahn eingeführt.

### 1933–1945: Zeit des Nationalsozialismus
Anfang der 1930er Jahre wurde der Bahnhof wieder zur Baustelle, als der Nord-Süd-Tunnel der Berliner S-Bahn unter dem westlichen Ende der Bahnsteighallen hindurchgetrieben wurde. Rechtzeitig zu den Olympischen Spielen im Juli 1936 wurde der unterirdische Teil des S-Bahnhofs Friedrichstraße als Bestandteil der neuen Tunnelstrecke vom Bahnhof Gesundbrunnen bis zum folgenden S-Bahnhof Unter den Linden eröffnet. Damit entwickelte sich der Bahnhof Friedrichstraße zum Zentrum des Berliner S-Bahn-Netzes mit einem großen Umsteigeraufkommen zwischen den Ost-West- und den Nord-Süd-Linien. Gleichzeitig erhielt der U-Bahnhof die gelben Wandfliesen, deren äußerlich gleiche Nachfolger bis heute sein Aussehen bestimmen.
Die Bedeutung des Bahnhofs Friedrichstraße steigerte sich ab Ende 1939 weiter, als auch die südlichen Vorortstrecken der S-Bahn durch den verlängerten Nord-Süd-Tunnel geführt werden konnten.
Am Ende des Zweiten Weltkriegs wurde am 21. April 1945 während der Schlacht um Berlin der S-Bahn-Verkehr auf den Bahnsteigen des Nord-Süd-Tunnels eingestellt. Sechs Tage vor dem Kriegsende wurde am 2. Mai 1945 der Nord-Süd-S-Bahn-Tunnel nach der Sprengung der Tunneldecke unter dem Landwehrkanal südlich des Anhalter Bahnhofs überflutet. Das Wasser des Landwehrkanals ergoss sich in den Nord-Süd-Tunnel und floss am Bahnhof Friedrichstraße über den erst ein paar Jahre zuvor eröffneten Übergang zur Nord-Süd-U-Bahn (heutige Linie U6) auch in weite Teile des Tunnelnetzes der Berliner U-Bahn. Von den damals 63,3 Tunnelkilometern der U-Bahn waren rund 19,8 km von über einer Million Kubikmeter Wasser überflutet. (siehe: Berliner U-Bahn/Geschichte: Die U-Bahn unter Wasser)
Im Sommer 1945 wurde eines der Ferngleise der Berliner Stadtbahn für kurze Zeit auf russische Breitspur umgespurt: Josef Stalin reiste hier im Zug zur Potsdamer Konferenz. Ein erster S-Bahn-Betrieb auf der Stadtbahn wurde erst wieder am 19. Oktober 1945 aufgenommen. Der überflutete Nord-Süd-S-Bahn-Tunnel mit ungleich schwereren Schäden konnte erst am 2. Juni 1946 wieder in Betrieb genommen werden. Die Anlagen der U-Bahn konnten nach Schließung des Verbindungstunnels im Bahnhof Friedrichstraße bereits im Juni 1945 ausgepumpt werden.

### 1945–1961: Nachkriegsjahre

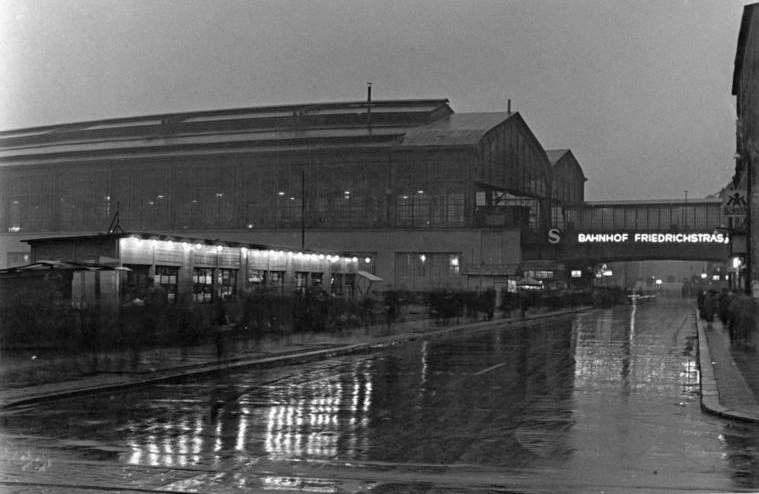
Bahnhof Friedrichstraße in den Abendstunden, 1950

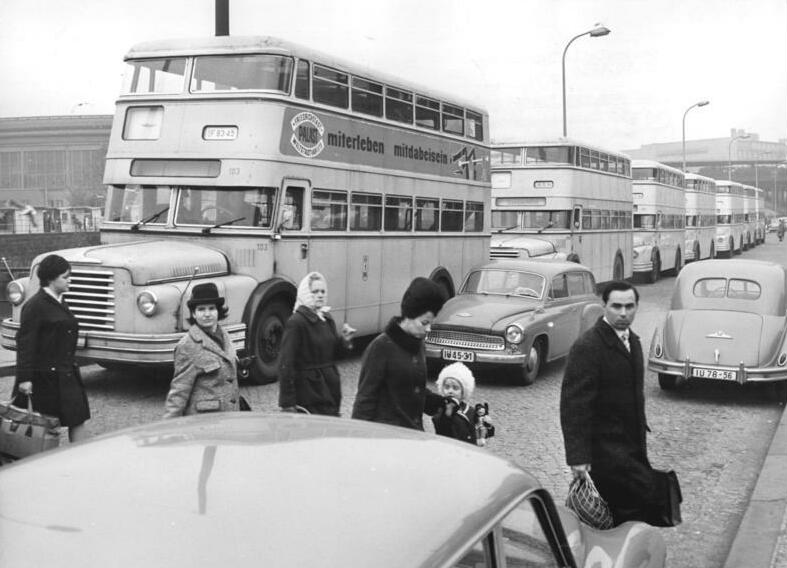
Busse vom Typ Do 56 am Bahnhof Friedrichstraße, 1964

Die fortschreitende Spaltung Berlins zeigte bald auch Auswirkungen auf dem Bahnhof Friedrichstraße. 1953 wurde der Fernbahnsteig B für die Nutzung mit S-Bahn-Zügen hergerichtet. Damit gab es insgesamt vier S-Bahn-Gleise. So ließ sich der Reiseverkehr zwischen dem Sowjetischen und dem Britischen Sektor der Stadt durch die DDR-Regierung besser kontrollieren und bei Bedarf ganz sperren. Es begann die Zeit der „illegalen“ Ausreisen aus dem Staatsgebiet der DDR – für nur 20 Pfennig, das kostete ein Fahrschein bis zum nächsten Bahnhof im Westteil von Berlin, dem damals noch existierenden Lehrter Stadtbahnhof. In dieser Zeit entstanden zahlreiche Beobachtungs- und Kommandotürme am Grenzbahnhof, im Februar 1951 auf dem Bahnsteig B und im Frühling 1955 auf dem Bahnsteig C. Die abrupte Spaltung Berlins am 13. August 1961 durch den Mauerbau trennte die Verbindungen des Bahnhofs Friedrichstraße nach West-Berlin. Damit erlangte der Bahnhof seine traurige Berühmtheit.

### DDR-Grenzübergangsstelle

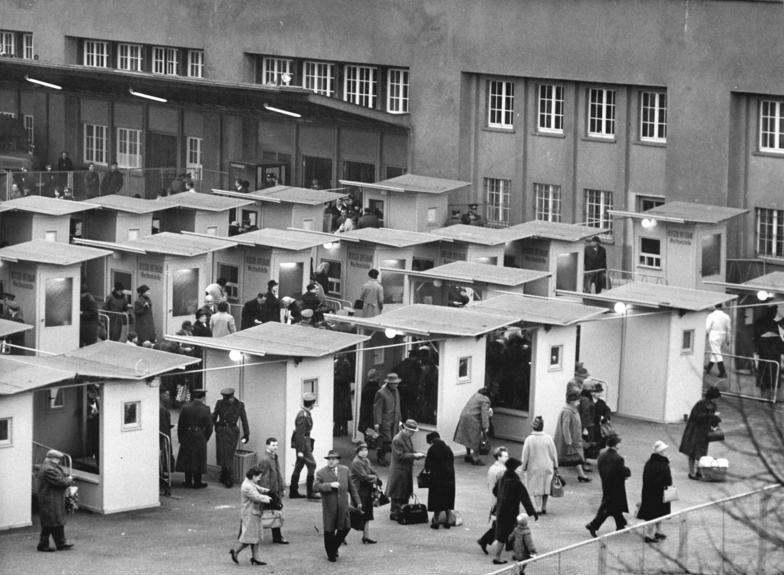
Abfertigung von Westbesuchern nach dem Passierscheinabkommen an der Südseite des Bahnhofs im Oktober 1964

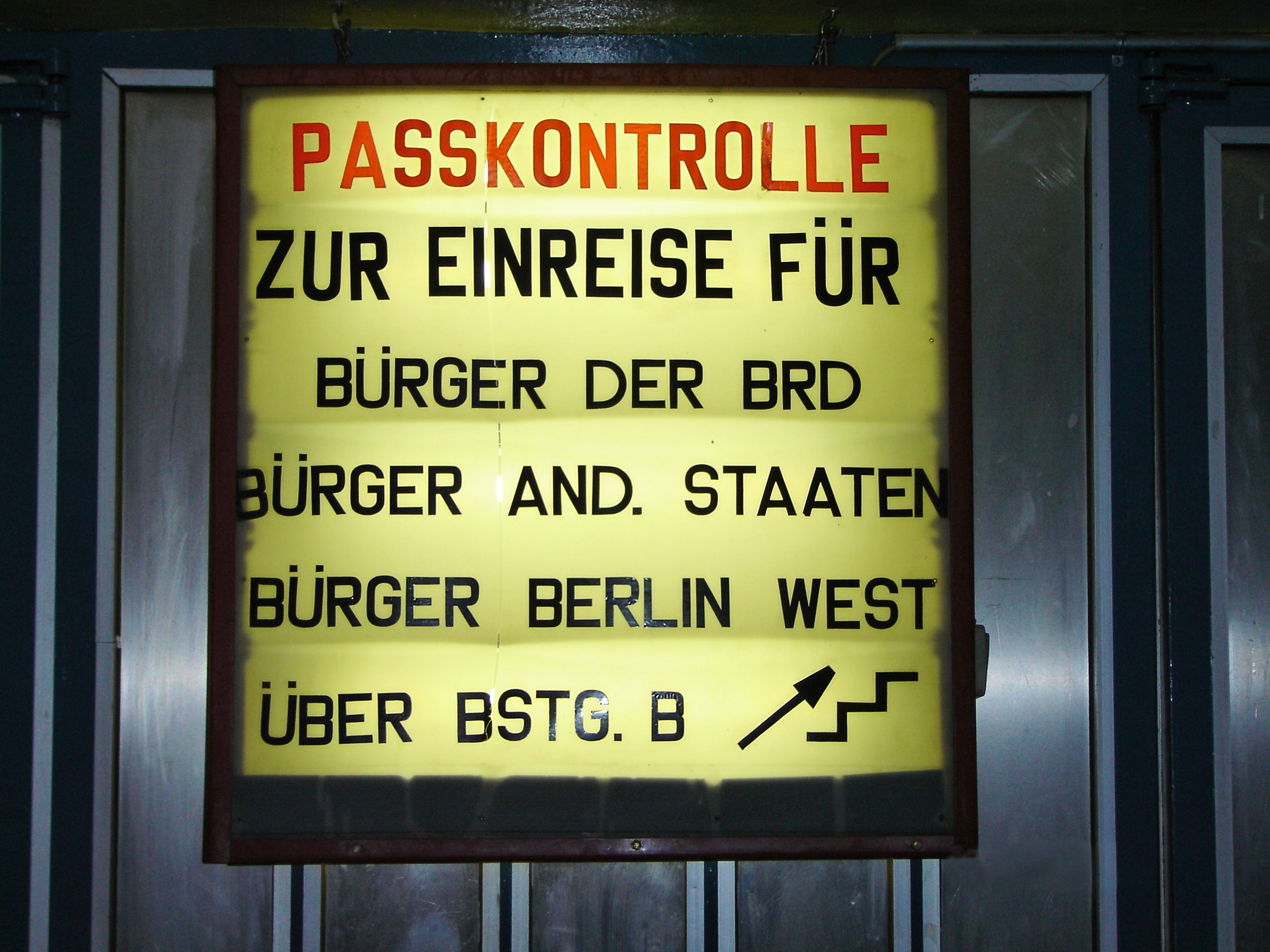
Informationstafel zur Einreise (Trennung der Staatszugehörigkeiten)

Grenzabfertigungsbereiche im Bahnhof Friedrichstraße

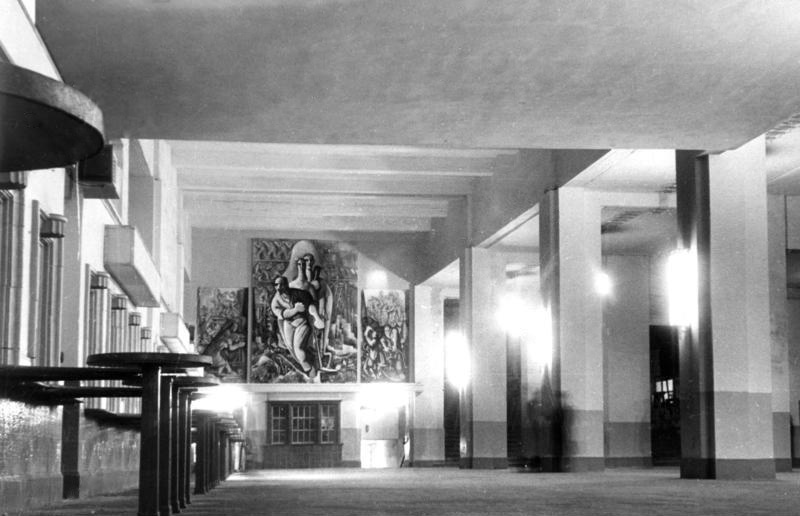
Wandgemälde von Horst Strempel im Bahnhofsgebäude (1948 entstanden, 1951 überstrichen)
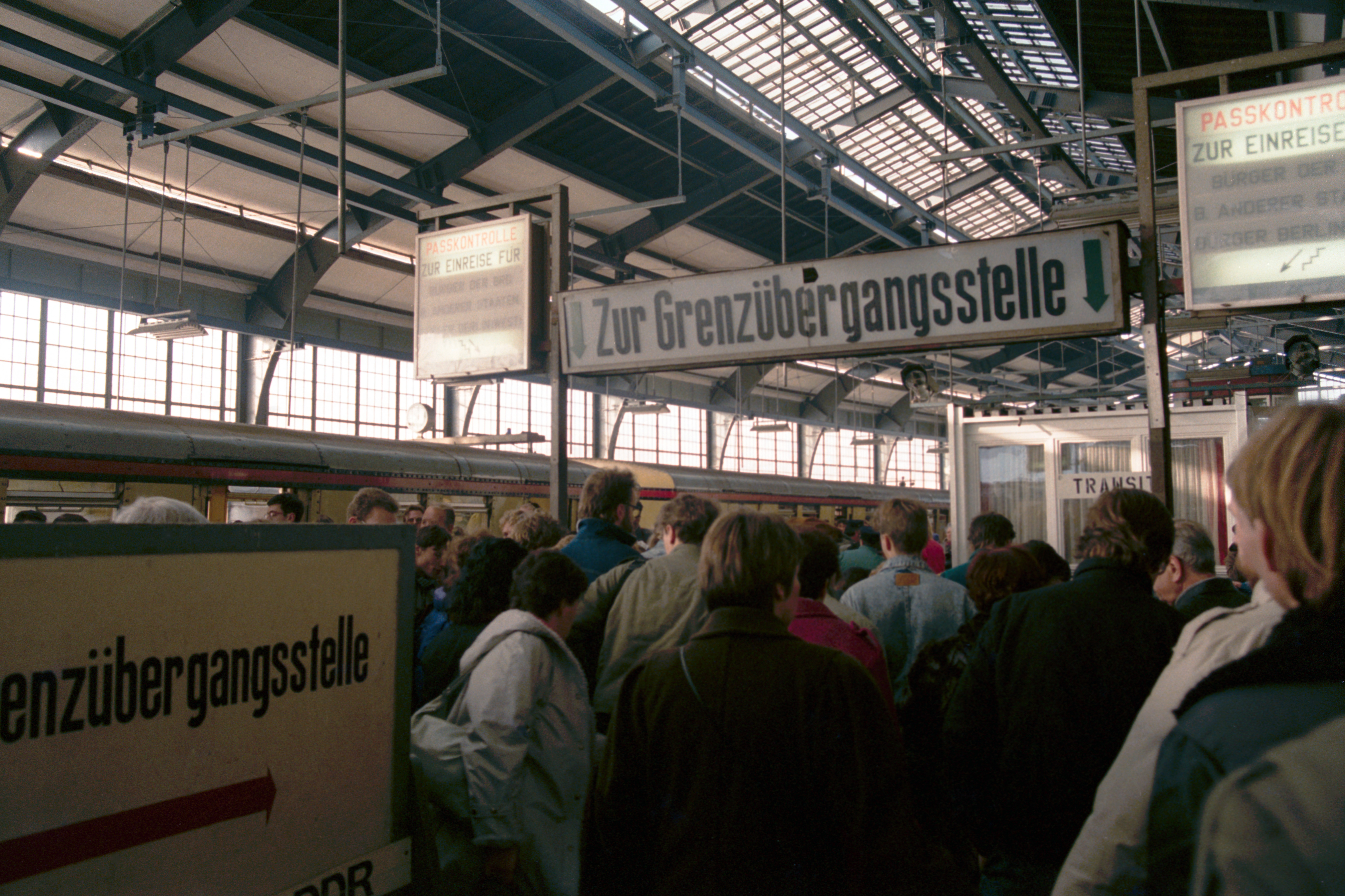
Bahnsteig B (S-Bahn Richtung Westen), November 1989
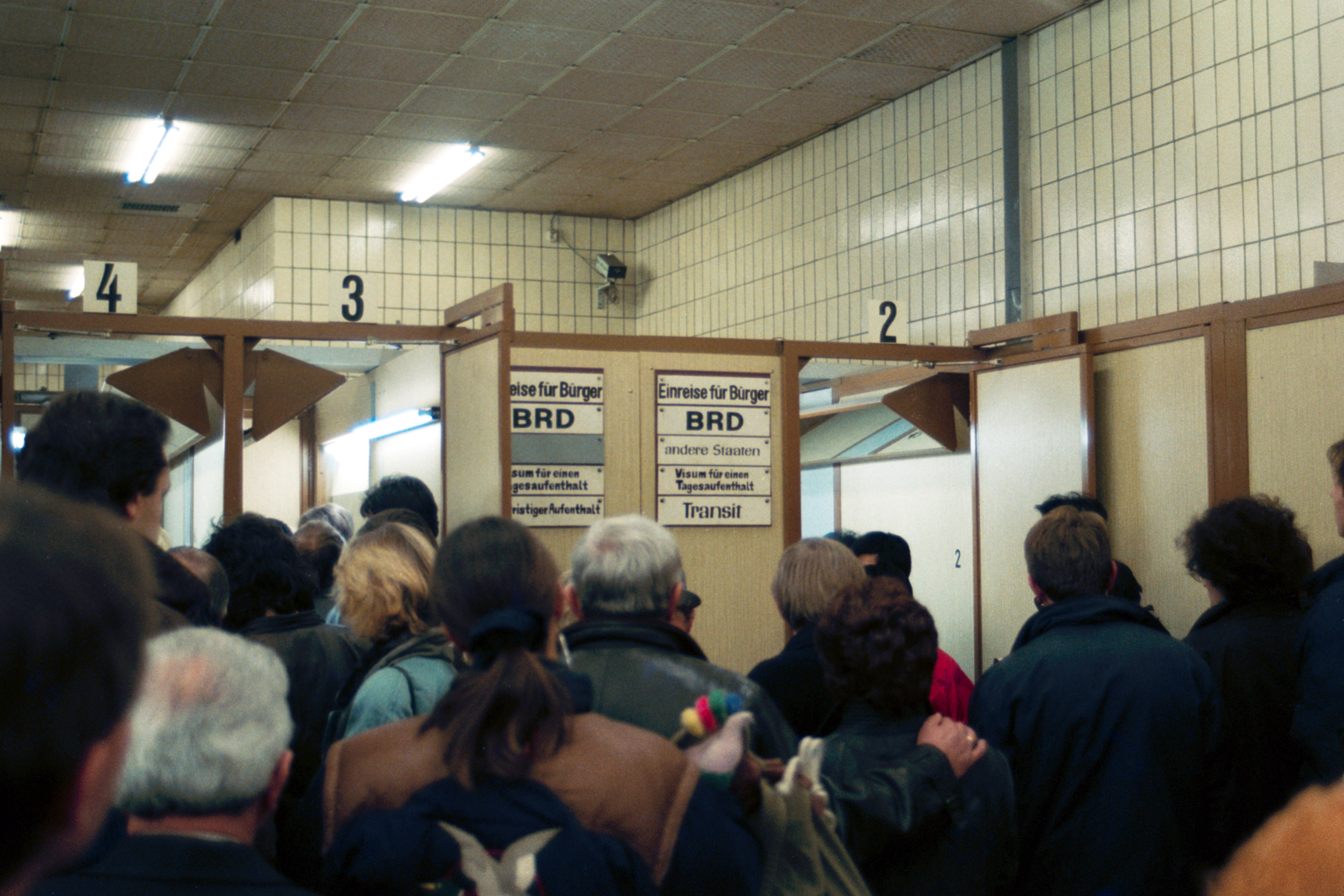
Abfertigung von Einreisenden in die DDR im November 1989
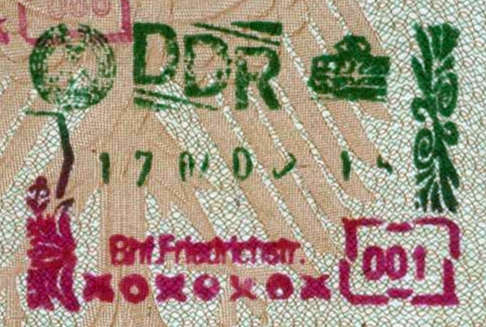
Stempel Grenzübergangsstelle Bf Friedrichstraße im westdeutschen Reisepass, 1990

Gleich nach dem 13. August 1961, dem Tag der Errichtung der Berliner Mauer, wurde der Bahnhof nach einer provisorisch organisierten Übergangsphase in mehrere Bereiche geteilt, die nach und nach durch Wände und Zwischendecken baulich streng getrennt wurden:
Die unterirdischen Anlagen mit den Bahnsteigen der S-Bahn (Strecken Wannsee – Frohnau, Lichterfelde Süd – Heiligensee und Lichtenrade – Gesundbrunnen) und U-Bahn (Alt-Mariendorf – Alt-Tegel) standen ausschließlich den Fahrgästen zur Verfügung, die aus dem Westen kamen. Sie konnten nur zum Umsteigen, zum Einkaufen an den Intershop-Kiosken und als Zugang zur Grenzübergangsstelle genutzt werden. Der U-Bahnsteig war ausschließlich über einen langen Verbindungsgang vom unterirdischen S-Bahnsteig erreichbar.
An diesem Verbindungsgang in Nähe des Abgangs zum Bahnsteig der U-Bahn gab es den sogenannten „Dienstübergang“ für Mitarbeiter der Deutschen Reichsbahn, der als Operative Grenzschleuse auch der Agentenschleusung und dem unbeobachteten Passieren von Funktionären von KPD und SEW diente. Durch Vorzeigen eines vereinbarten Kennzeichens beim Wachposten der Grenztruppen war ein Übertritt ohne Identitätsfeststellung und ohne Zollkontrolle nach Ost-Berlin bzw. in Gegenrichtung möglich. Nach Passieren der Schleuse wurden die Agenten von ihren Kontaktpersonen auf Ost-Berliner Seite in Empfang genommen. Markus Wolf bezeichnete diesen Übergang als „Ho-Chi-Minh-Pfad“, in Anlehnung an den gleichnamigen Schleichweg in Vietnam.
Durch diese Agentenschleuse wechselten am 7. Juli 1976 die steckbrieflich gesuchten RAF-Terroristen Inge Viett, Monika Berberich, Gabriele Rollnik sowie Juliane Plambeck und am 27. Mai 1978 Till Meyer in die DDR. Werner Stiller, Überläufer der Hauptverwaltung A, floh auf diesem Wege am 18. Januar 1979 in Richtung West-Berlin.
Am Abgang zum Bahnsteig der U-Bahn gab es bis 1984 einen Fahrkartenschalter der BVB (Ost). Verkauft wurden Fahrkarten für die U-Bahn. Anerkannt wurden diese Karten von der BVG (West) im U-Bahn-Netz. Zum Umsteigen in die BVG-Busse waren sie nicht gültig, deshalb lag ihr Preis zeitweise unter denen der BVG.
Fahrgästen aus Ost-Berlin war der Zugang nur nach Passieren der Grenzkontrollen zur Weiterreise in den Westen möglich.
Die oberirdische Anlage war durch eine bis zur Decke reichende, jeden Blickkontakt verhindernde Wand aus Profilglas, später aus Metallplatten zwischen den Bahnsteigen B und C geteilt. Diese Wand erfüllte hier faktisch die Funktion der Berliner Mauer. Auch der Ausblick zur Friedrichstraße wurde durch sichthemmendes Glas und Plakate verhindert. Im Bahnhofsgebäude gab es somit zwei getrennte Bahnhöfe ohne direkte Kontaktmöglichkeit.
Auf der Westseite (in der größeren, südlich gelegenen Halle) waren zwei Bahnsteige. Der Bahnsteig B wurde als Endstation der West-Berliner S-Bahn-Linien nach Wannsee und Staaken genutzt. Die Gleise endeten an Prellböcken am östlichen Bahnsteigende. Der Bahnsteig A diente Reisezügen als Anfangs- bzw. Endbahnhof im Transitverkehr mit der Bundesrepublik, außerdem als Haltepunkt für Züge und Kurswagen von Bahnhof Zoo zum Ostbahnhof (1987–1998: Hauptbahnhof) und weiter als normale Schnellzüge nach Warnemünde – Kopenhagen, Sassnitz – Malmö – Stockholm oder Prag – Wien. Die Fernzüge hielten alle am Bahnhof Friedrichstraße, jedoch nicht zum Einsteigen für Reisende aus dem Ostteil der Stadt. Diese konnten die aus dem Westteil Berlins kommenden Züge erst am Ostbahnhof besteigen. Für die Transitzüge aus dem Westen war der Bahnhof Endpunkt, sie fuhren ohne Fahrgäste weiter zum Abstellbahnhof Berlin-Rummelsburg.
Auf der Ostseite (in der kleineren, nördlich gelegenen Halle) diente der Bahnsteig C der Ost-Berliner S-Bahn als Kopfstation für die Züge Richtung Osten, von und nach Erkner, Königs Wusterhausen, Strausberg Nord, Ahrensfelde, Wartenberg und zum Flughafen Berlin-Schönefeld. Dieser Bahnsteig war gegen Grenzdurchbrüche massiv gesichert. So waren die S-Bahn-Gleise beider Teilsysteme voneinander getrennt, das Kehrgleis 7 des Ostsystems auf der Westseite durfte nur in Ausnahmefällen und mit Genehmigung des Kommandanten der Grenzübergangsstelle benutzt werden (der Fahrzeugaustausch der S-Bahn war nur über die mit Stromschiene ausgerüsteten Ferngleise möglich), in den Ferngleisen verhinderten Gleissperren unberechtigte Fahrten in Richtung Grenze. Es gab eine Beobachtungsloge unter dem Hallendach, Videoüberwachung, Hundeführer und vermutlich verdeckte Ermittler.
Durch die Lage in der historischen Mitte Berlins mit zahlreichen Geschäften, Büros, Regierungsgebäuden, Botschaften, Hotels, Verwaltungen und kulturellen Einrichtungen (Friedrichstadt-Palast, Metropol-Theater, Staatsoper, Berliner Ensemble, Deutsches Theater, Museumsinsel) und als Grenzbahnhof gab es hier ein enormes Fahrgastaufkommen.
In der weitläufigen Zwischenetage (ebenerdig) befand sich der eigentliche Grenzübergang. Das waren Passkontrolleinheit (dreimal pro Grenzübertritt), Zollkontrolle, Warteräume (Wartezeiten zwischen 15 Minuten und mehreren Stunden waren üblich), Vernehmungsräume, Arrestzellen und Büroräume (Abgleich der Personaldokumente mit Fahndungslisten, Registrierung der Grenzübertritte), Kasse für Visa-/Einreisegebühr und Wechselstelle für den Mindestumtausch. Außerdem waren hier die Übergänge zwischen den West-Bahnsteigen und der Ausgang nach Ost-Berlin nach erfolgter Einreise-Grenzkontrolle.
In der Anfangsphase waren Ein- und Ausreisekontrollen in den Bahnhofsanlagen untergebracht. Da die Verhältnisse bald zu beengt wurden, wurde zur Ausreiseabfertigung aus der DDR auf dem nördlichen Bahnhofsvorplatz im Jahr 1962 ein separates Gebäude für die Grenzkontrolle (Pass- und Zollkontrolle) errichtet. Für dieses Gebäude prägte der Berliner Volksmund den Namen Tränenpalast, weil sich hier die West-Besucher vor der Rückreise von ihren DDR-Verwandten verabschiedeten.
Vor der Grenzkontrollstelle erfolgte eine Teilung nach Staatszugehörigkeiten. Es gab getrennte Abfertigungschalter für:
- „Bürger Berlin West“ (bzw. der „Besonderen politischen Einheit Westberlin“)
- „Bürger der BRD“
- Ausländer, Diplomaten (Schnellabfertigung)
- Transitreisende (meist schnelle Abfertigung)
- DDR-Bürger (penible Kontrollen)

Bürger aus der Bundesrepublik und aus „anderen Staaten“ konnten gegen Vorlage des Reisepasses direkt nach Ost-Berlin einreisen, West-Berliner mussten vorher in einem der fünf Büros für Besuchs- und Reiseangelegenheiten im Westteil der Stadt einen „Berechtigungsschein zum Empfang eines Visums der DDR“ beantragen.
In schwachen Verkehrszeiten wurden Schalter zusammengelegt. Nach der Passkontrolle führte ein kurzer Verbindungsgang in das Bahnhofsgebäude und weiter zu den Bahnsteigen in Richtung Westen.
Für einige West-Berliner war der Bahnhof zu dieser Zeit aus einem anderen Grund attraktiv: Es gab auf der Verteilerebene und den S-Bahnsteigen Intershops. Auf der Fahrt im westlichen S- und U-Bahn-Netz (durch die Geisterbahnhöfe) konnte man hier aus- und umsteigen, ohne die Grenzkontrolle passieren zu müssen. So bestand die Möglichkeit, Spirituosen, Zigaretten, Genussmittel und Kosmetika gegen „Westgeld“ billig einzukaufen. Es gab auch Presseerzeugnisse der DDR und weitere DDR-Produkte (Kunstgewerbe, Bücher, Schallplatten) zu kaufen. Das war auch der Zollfahndung in West-Berlin bekannt, sodass mobile Kontrollgruppen sowohl in Zivilkleidung in den Bahnen selbst als auch uniformiert an den jeweils ersten Bahnhöfen im Westteil Stichproben vornahmen.
Von 1985 bis 1987 wurde in der Fernbahnhalle die verbretterte Mittellaterne geöffnet und verglast. Gleichzeitig wurden Träger für ein Befahrsystem für Revisionszwecke unter der Decke eingebaut und die Beleuchtung erneuert. Die Stahlbauteile erhielten einen neuen Anstrich.
Während der Grenzkontrollen im Bahnhof Friedrichstraße verstarben in der Zeit der Berliner Mauer mindestens 227 Menschen eines natürlichen Todes. Meist waren dies Herzinfarkte aufgrund von Stress. Am 29. März 1974 wurde Czesław Kukuczka am letzten Kontrollpunkt bei einem Fluchtversuch erschossen.
- Wandgemälde von Horst Strempel im Bahnhofsgebäude (1948 entstanden, 1951 überstrichen)
- Bahnsteig B (S-Bahn Richtung Westen), November 1989
- Abfertigung von Einreisenden in die DDR im November 1989
- Stempel Grenzübergangsstelle Bf Friedrichstraße im westdeutschen Reisepass, 1990

### Nach der politischen Wende
Nach der politischen Wende wurden bis zum Juli 1990 die S-Bahn-Gleise am Bahnsteig C wieder für den durchgehenden Verkehr umgebaut, der bereits am 2. Juli 1990 aufgenommen werden konnte. Die zur DDR-Zeit errichteten Einbauten in die Bahnhofs- und Empfangshalle wurden genauso entfernt wie die zwischen beiden Bahnsteighallen eingezogene stählerne Sichtschutzwand.
Von August 1991 bis Februar 1992 wurde der Nord-Süd-Tunnel saniert. Nachdem sich die ursprünglich vorgesehene teilweise Aufrechterhaltung des Betriebes während der Bauarbeiten vor allem wegen der Staubbelastung als nicht praktikabel erwiesen hatte, wurde der Tunnel voll gesperrt. Zwischen Oktober 1995 und dem 1. September 1999 wurden die Stadtbahn und die gesamte Empfangshalle im Erdgeschoss sowie die Bahnsteige und die Bahnsteighallen umfassend saniert. Die Deutsche Bahn investierte 220 Millionen Mark (kaufkraftbereinigt in heutiger Währung: rund 180 Millionen Euro) in die Sanierung des ehemaligen Grenzbahnhofs. Dabei wurden die Fassaden denkmalgerecht mit glasierten Terrakottasteinen wieder hergestellt und nun auch die Fassade der Südseite erstmals verklinkert sowie ein zusätzlicher Übergangstunnel zur U6 mit Aufzügen geschaffen. Auf der 5200 m² umfassenden Grundfläche der Station entstanden dabei unter anderem Flächen für 50 Geschäfte.
Im Jahr 1924 waren an der Stadtbahn das Wärterstellwerk Friw am West- und das Befehlsstellwerk Frio am Ostkopf des Bahnhofs errichtet worden. Die zweigeschossigen Gebäude hatten ein weit auskragendes Walmdach, sie waren durch ein umlaufendes Gesims gegliedert und verputzt. Im Zuge der Modernisierung wurde das Stellwerk Friw 1996, das Stellwerk Frio 1998 abgerissen. Der Fernbahnteil wird seither vom elektronischen Stellwerk (ESTW) in der Betriebszentrale Berlin-Pankow gesteuert, der S-Bahn-Betrieb vom ESTW Halensee.
Die Umbaumaßnahmen wurden teilweise unsachgemäß vorgenommen, sodass sich im Dezember 2012 ein rund 25 kg schwerer Betonbrocken löste und die Deckenverkleidung der Empfangshalle durchbrach. Dabei wurde niemand verletzt, allerdings mussten in der Folge größere Reparaturarbeiten durchgeführt werden.
Seit 1999 halten an den Bahnsteigen A und B wieder Regional-Express- und Regionalbahn-Züge im Richtungsbetrieb. 2002 wurde der Nord-Süd-Tunnel ein weiteres Mal saniert. So sind hier die letzten Erinnerungen an die DDR (in Form der grau-grünen Wandverkleidung und der abgenutzten Bahnsteigausstattung) verschwunden.
An den S-Bahnsteigen der Stadtbahn und im Tunnel erfolgt seit Frühjahr 2016 die Zugabfertigung durch den Triebfahrzeugführer mittels Führerraum-Monitor (ZAT-FM),

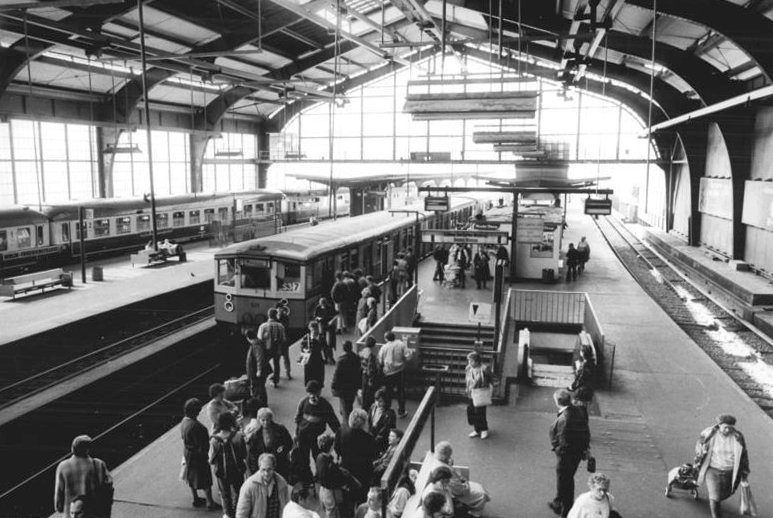
Fernbahnhalle mit West-Berliner S-Bahn-Zug am Fernbahnsteig B, April 1990
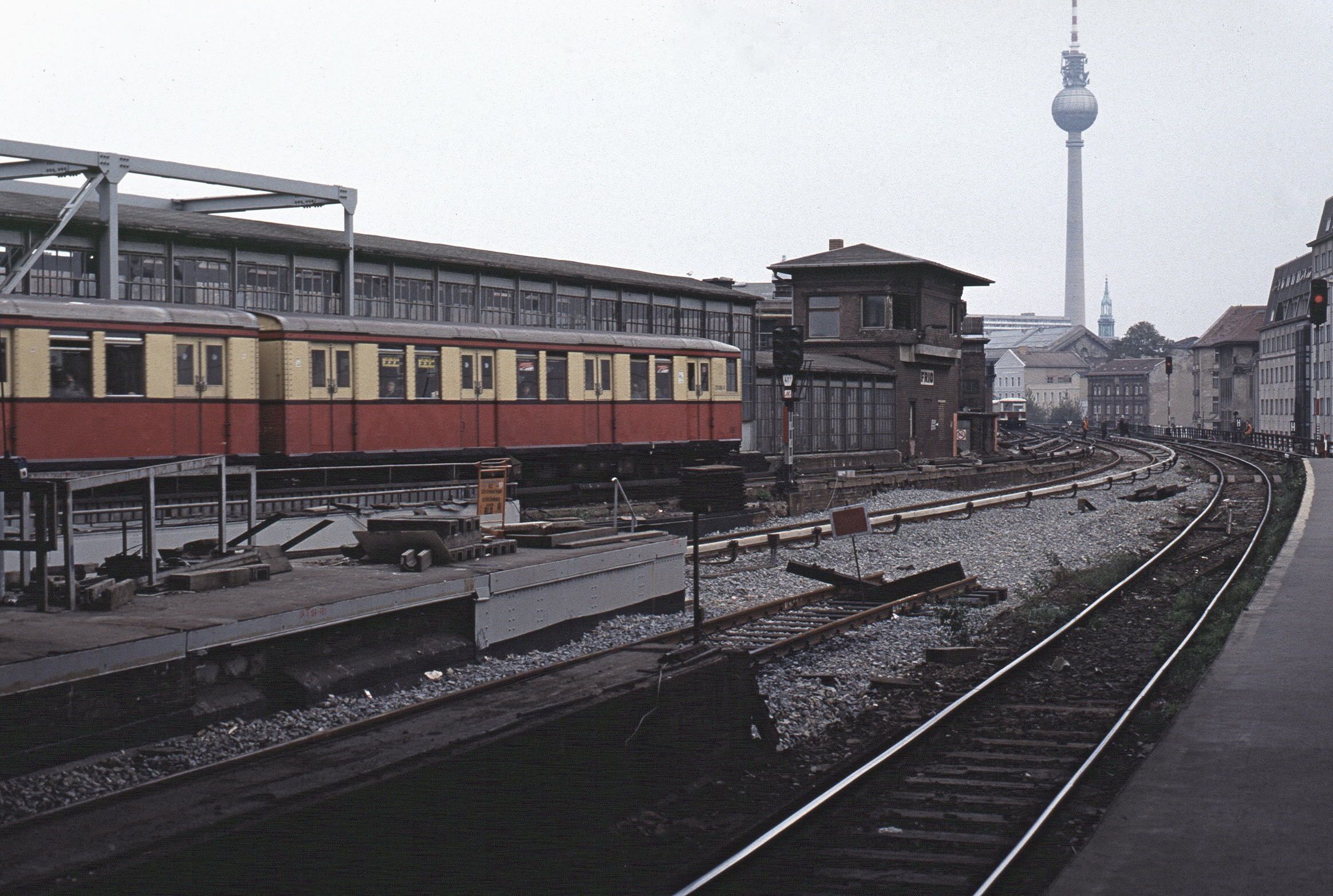
Östlicher Bahnhofskopf mit S-Bahn-Zug der Baureihe ET 165 der BVG am Bahnsteig C und dem Stellwerk Frio, September 1990
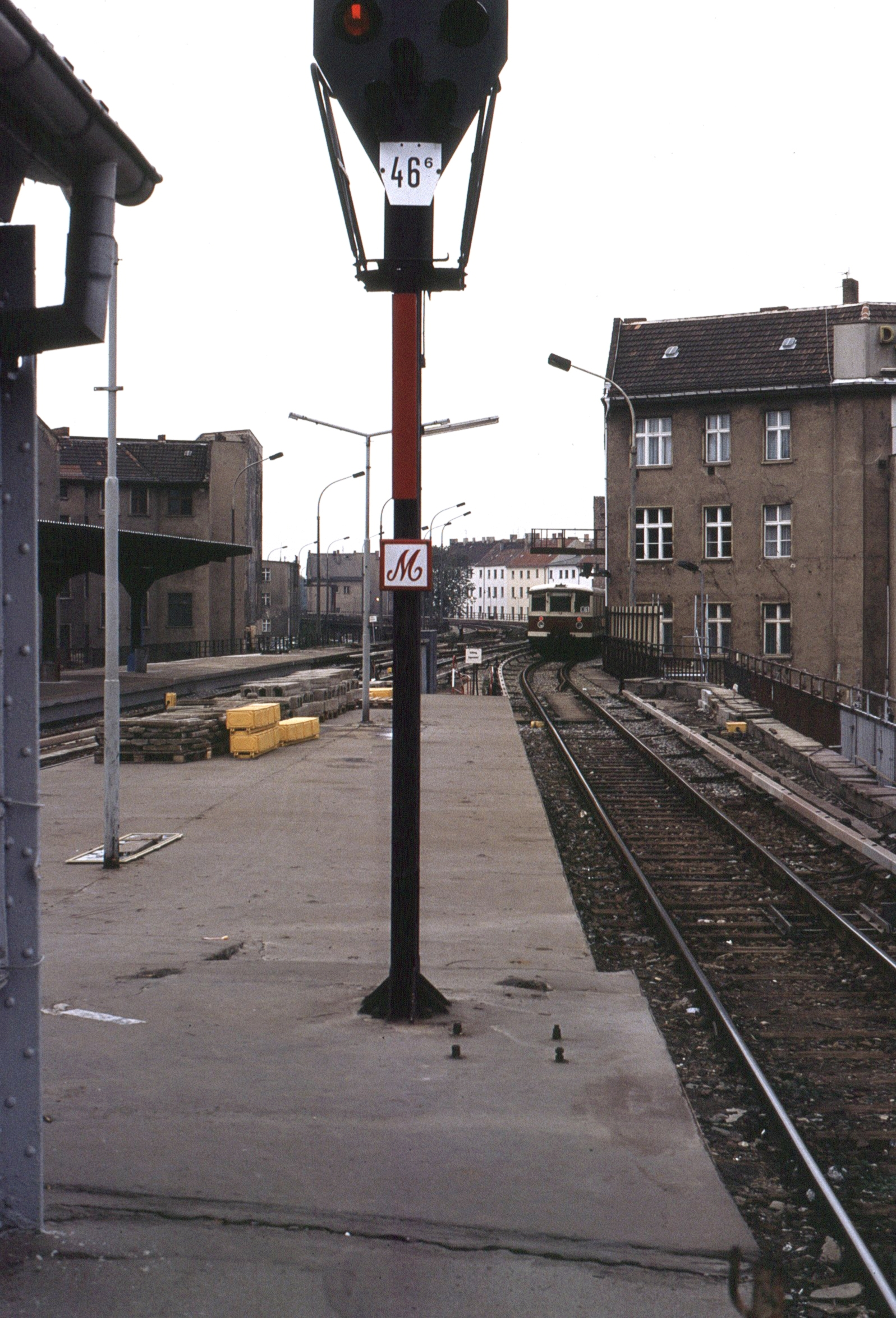
Westlicher Bahnhofskopf im September 1990, die Sichtblende über dem Schiffbauerdamm war Bestandteil der Grenzanlagen
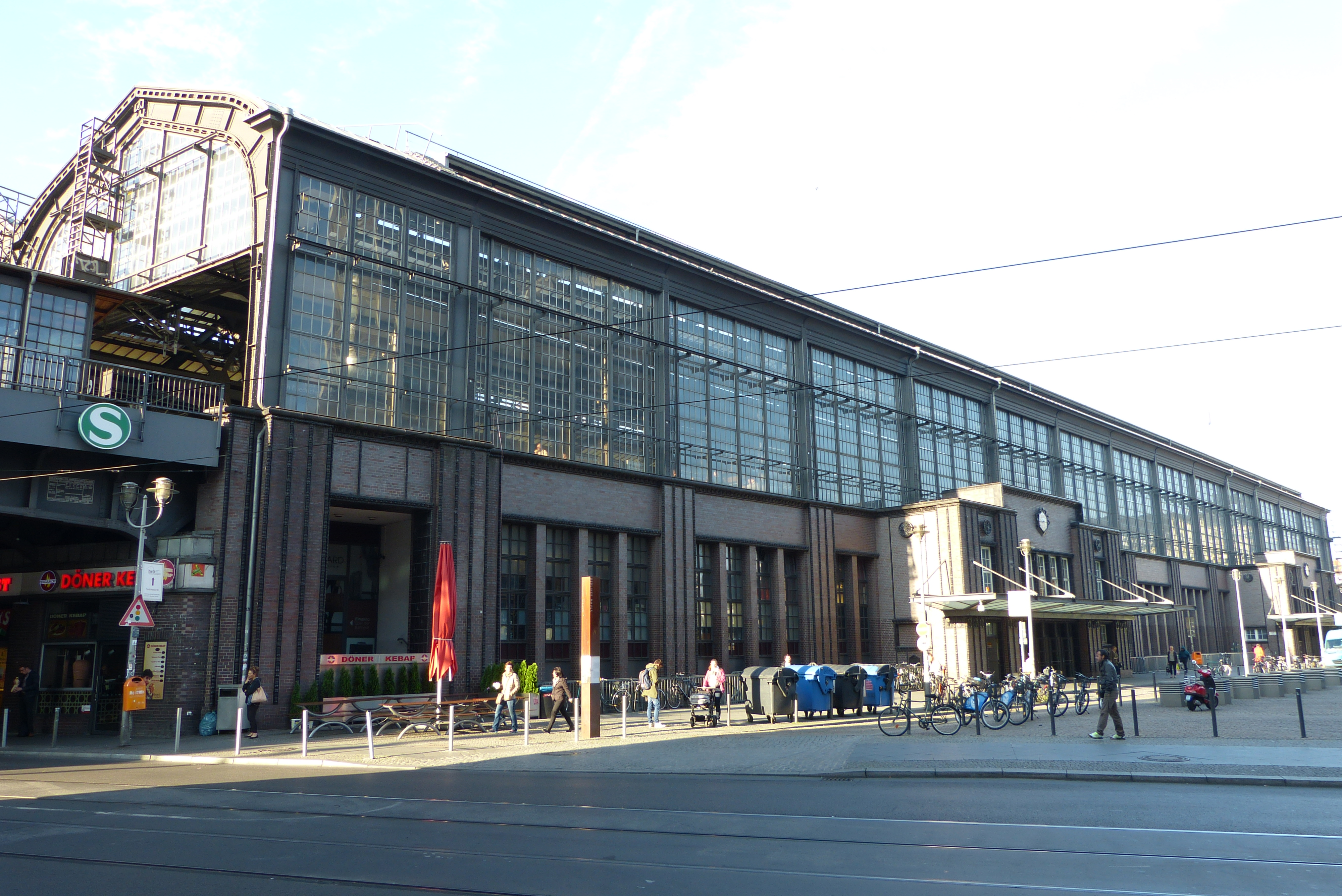
Nordseite mit Haupteingang, 2015
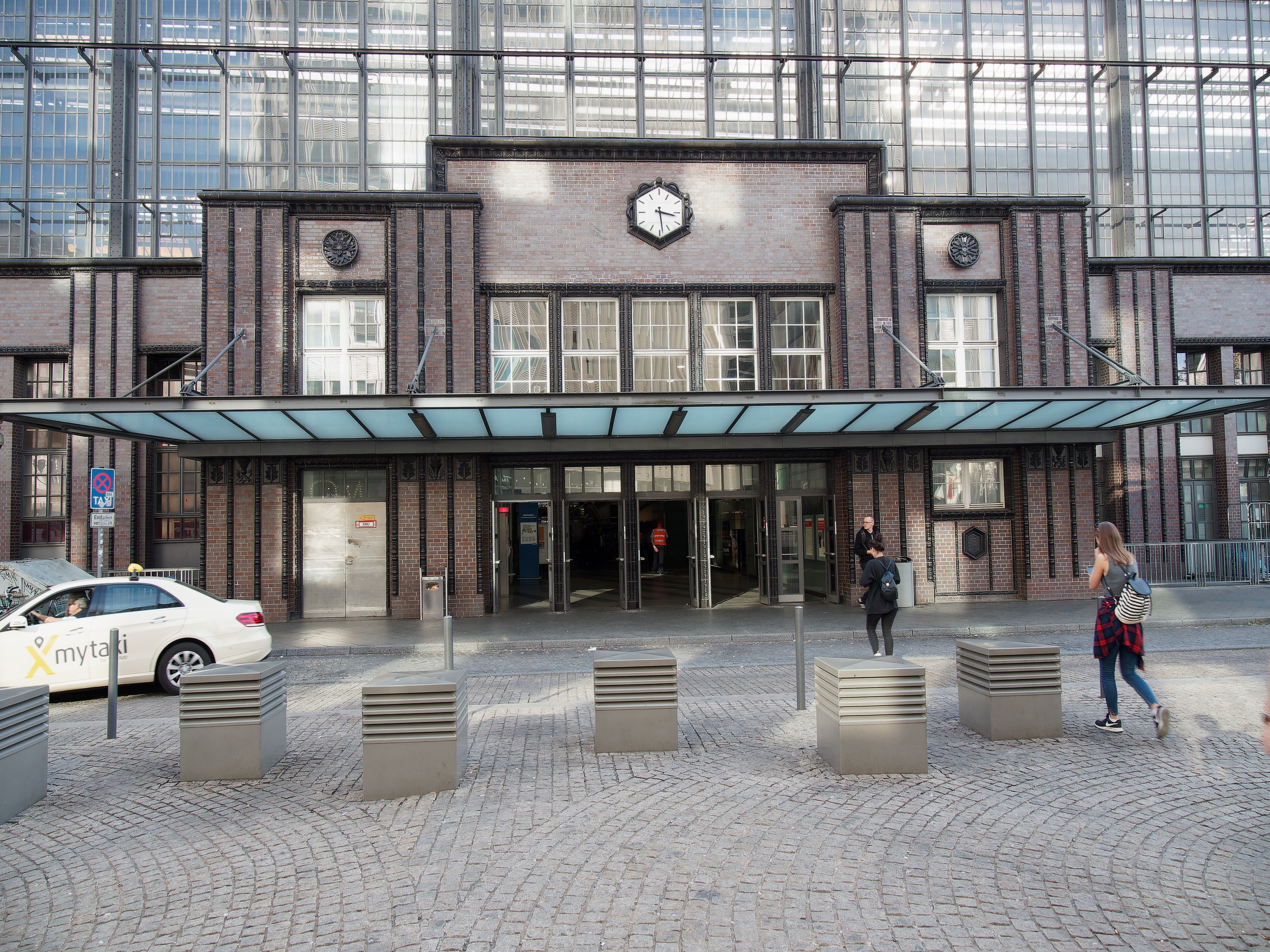
Nordeingang, 2018
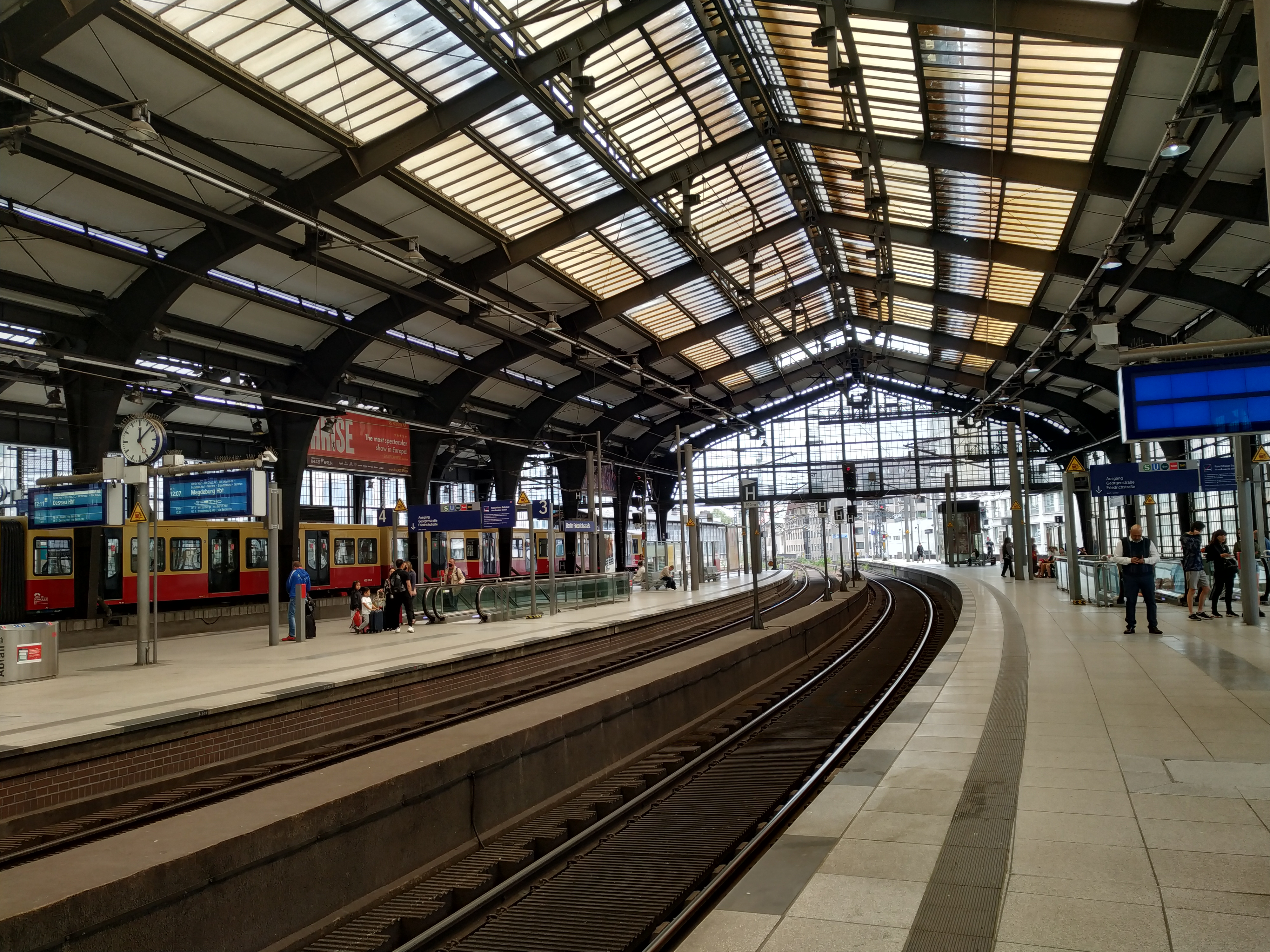
Regionalbahnsteige (rechts und Mitte), S-Bahnsteig (links), 2022
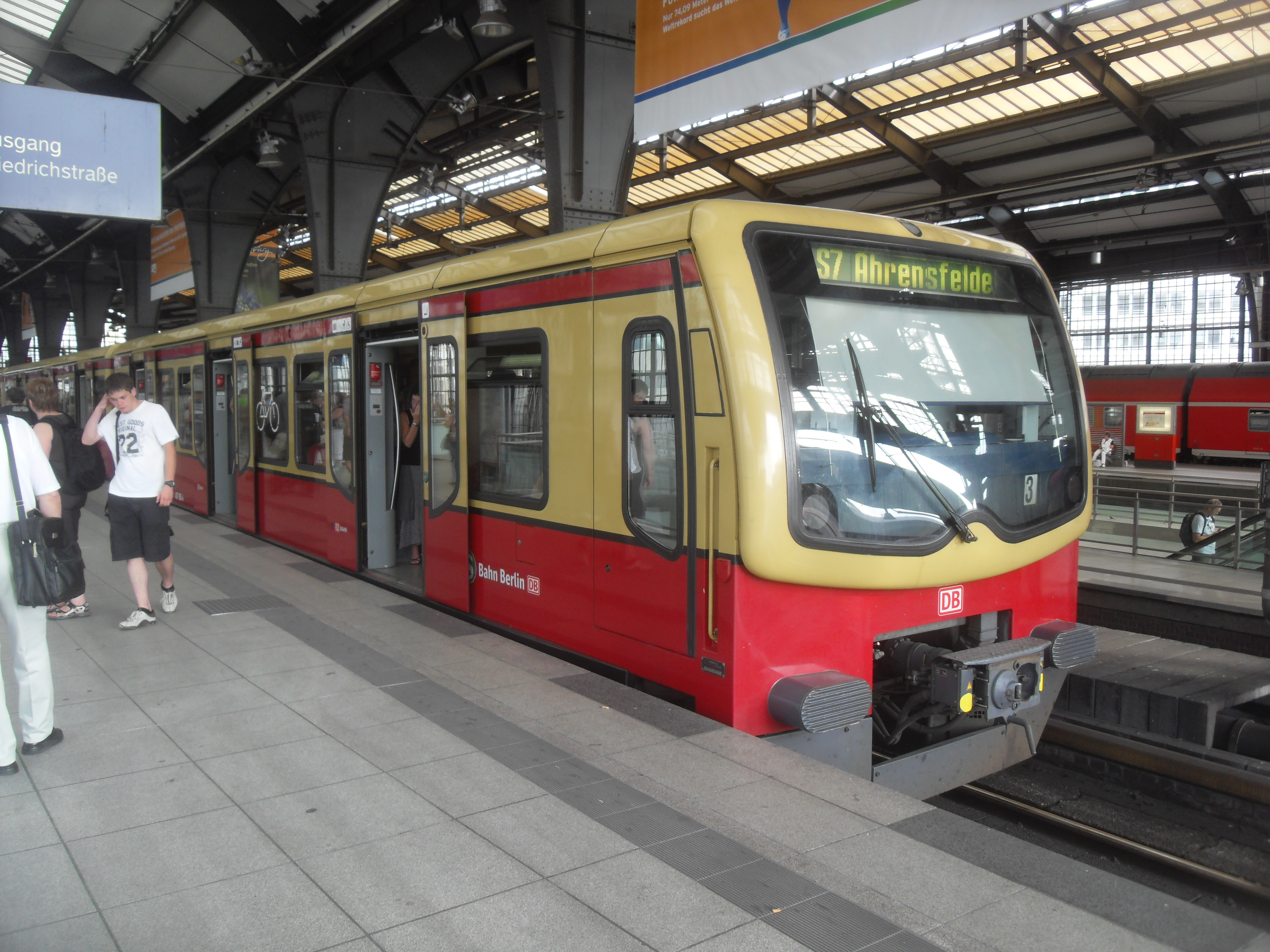
S-Bahn-Zug der Baureihe 481 im Bahnhof Friedrichstraße, 2009
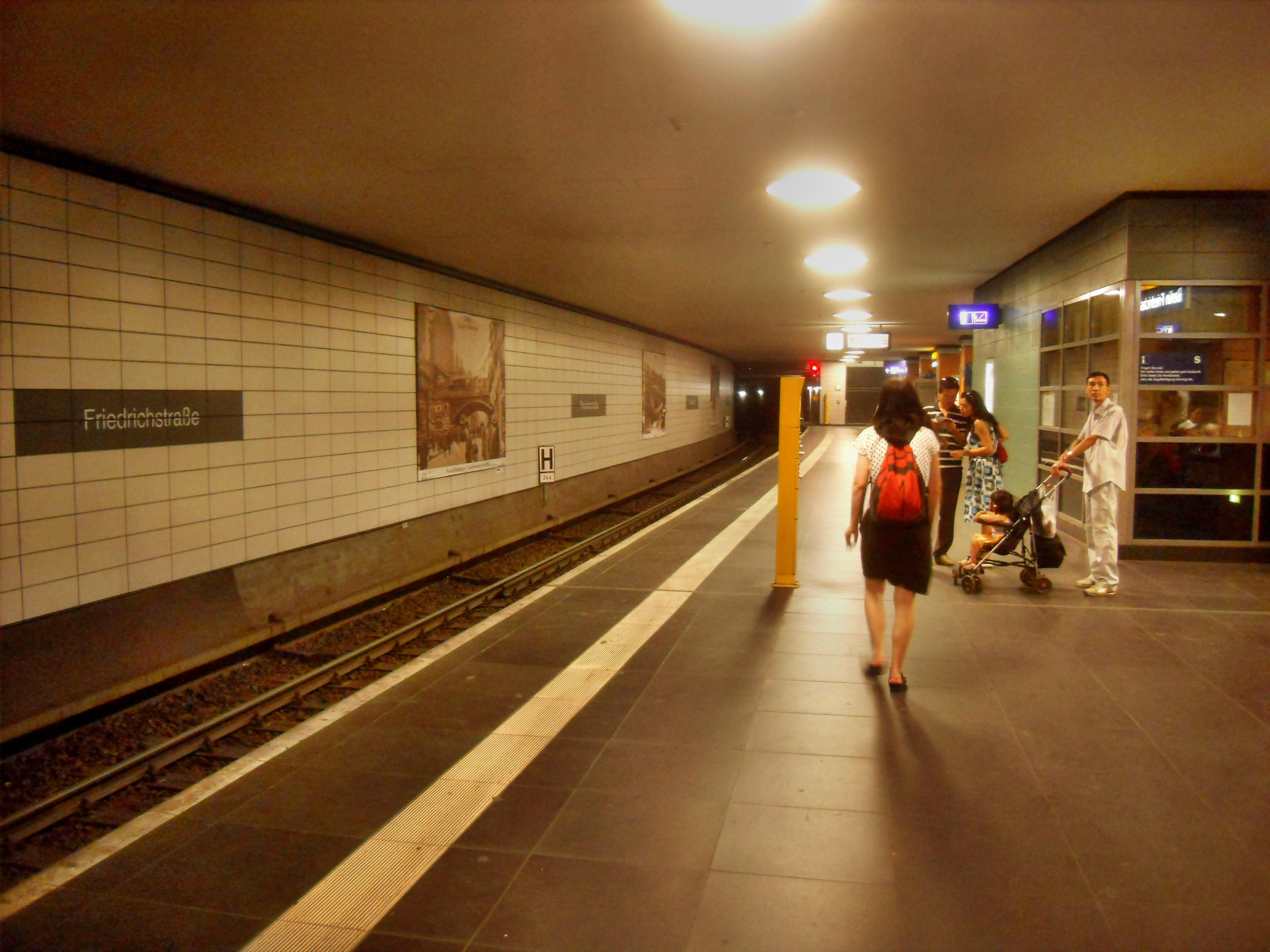
Unterirdischer S-Bahnsteig D, wird von Zügen der Linien S1, S2, S25 und S26 bedient, 2009

## Denkmal für Kindertransport

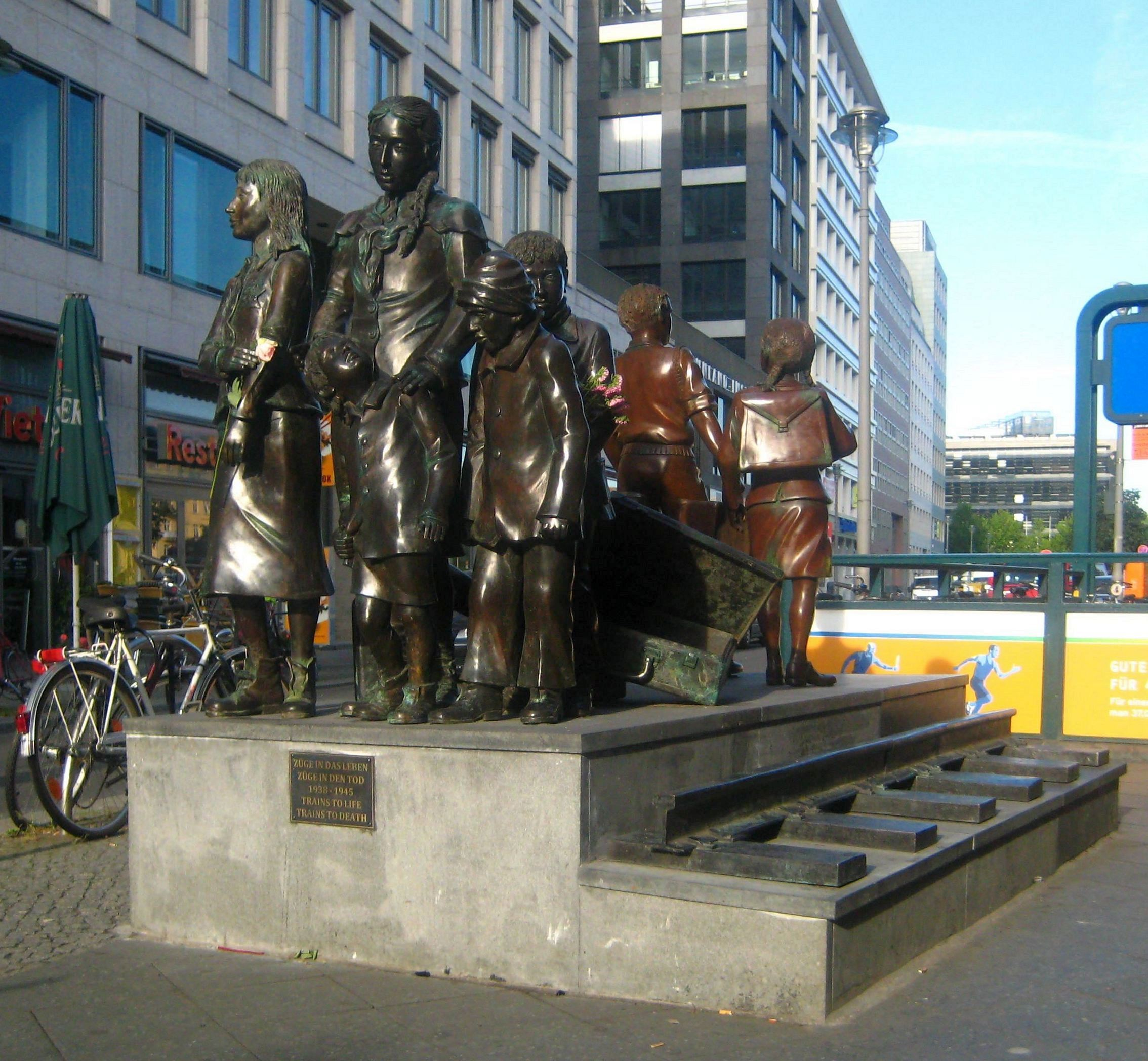

Unter dem Titel Züge ins Leben – Züge in den Tod: 1938–1939 wurde am 30. November 2008 vor dem Bahnhof Friedrichstraße auf dem Dorothea-Schlegel-Platz ein Denkmal für die in den Jahren 1938 und 1939 geretteten 10.000 jüdischen Kinder aufgestellt, die von hier aus und von anderen Bahnhöfen mit den sogenannten „Kindertransporten“ nach London reisten. Neben dem Bildhauer Frank Meisler – selbst ein Kind dieser Rettungsaktion – waren über 50 weitere Zeitzeugen aus Deutschland, Großbritannien, Israel, Österreich, der Schweiz und den USA bei der Einweihung anwesend. 

## Verkehr
| Linie | Linienverlauf | Bahnsteig | Takt in der HVZ |
| ----- | --- | --------- | --------------- |
| HBX   | Harz-Berlin-Express Berlin Ostbf – Berlin Friedrichstraße – Berlin Hbf – Potsdam – Magdeburg – Halberstadt (Zugteilung) – Quedlinburg – Thale / Wernigerode – Vienenburg – Goslar | A/B       | einzelne Züge   |
| RE 1  | Magdeburg – Brandenburg – Potsdam – Berlin Friedrichstraße – Erkner – Fürstenwalde (Spree) – Frankfurt (Oder) (– Cottbus) | A/B       | 20 min          |
| RE 2  | Nauen – Berlin-Spandau – Berlin Friedrichstraße – Berlin Ostkreuz – Königs Wusterhausen – Lübbenau (Spreewald) – Vetschau – Cottbus | A/B       | 60 min          |
| RE 7  | Dessau – Bad Belzig – Michendorf – Berlin-Wannsee – Berlin Friedrichstraße – Königs Wusterhausen – Lübben (Spreewald) – Senftenberg | A/B       | 60 min          |
| RE 8  | Wismar – Schwerin – Wittenberge – Nauen – Berlin-Spandau – Berlin Friedrichstraße – Berlin Ostkreuz – Flughafen BER | A/B       | 60 min          |
| RB 23 | Golm – Potsdam – Potsdam Griebnitzsee – Berlin-Wannsee – Berlin Friedrichstraße – Berlin Ostkreuz – Flughafen BER | A/B       | 60 min          |
|       | Oranienburg – Lehnitz – Borgsdorf – Birkenwerder – Hohen Neuendorf – Frohnau – Hermsdorf – Waidmannslust – Wittenau (Wilhelmsruher Damm) – Wilhelmsruh – Schönholz – Wollankstraße – Bornholmer Straße – Gesundbrunnen – Humboldthain – Nordbahnhof – Oranienburger Straße – Friedrichstraße – Brandenburger Tor – Potsdamer Platz – Anhalter Bahnhof – Yorckstraße (Großgörschenstraße) – Julius-Leber-Brücke – Schöneberg – Friedenau – Feuerbachstraße – Rathaus Steglitz – Botanischer Garten – Lichterfelde West – Sundgauer Straße – Zehlendorf – Mexikoplatz – Schlachtensee – Nikolassee – Wannsee | D         | 10 min          |
|       | Bernau – Bernau-Friedenstal – Zepernick – Röntgental – Buch – Karow – Blankenburg – Pankow-Heinersdorf – Pankow – Bornholmer Straße – Gesundbrunnen – Humboldthain – Nordbahnhof – Oranienburger Straße – Friedrichstraße – Brandenburger Tor – Potsdamer Platz – Anhalter Bahnhof – Yorckstraße – Südkreuz – Priesterweg – Attilastraße – Marienfelde – Buckower Chaussee – Schichauweg – Lichtenrade – Mahlow – Blankenfelde | D         | 10 min          |
|       | Hennigsdorf – Heiligensee – Schulzendorf – Tegel – Eichborndamm – Karl-Bonhoeffer-Nervenklinik – Alt-Reinickendorf – Schönholz – Wollankstraße – Bornholmer Straße – Gesundbrunnen – Humboldthain – Nordbahnhof – Oranienburger Straße – Friedrichstraße – Brandenburger Tor – Potsdamer Platz – Anhalter Bahnhof – Yorckstraße – Südkreuz – Priesterweg – Südende – Lankwitz – Lichterfelde Ost – Osdorfer Straße – Lichterfelde Süd – Teltow Stadt | D         | 20 min          |
|       | Blankenburg – Pankow-Heinersdorf – Pankow – Bornholmer Straße – Gesundbrunnen – Humboldthain – Nordbahnhof – Oranienburger Straße – Friedrichstraße – Brandenburger Tor – Potsdamer Platz – Anhalter Bahnhof – Yorckstraße – Südkreuz – Priesterweg – Südende – Lankwitz – Lichterfelde Ost – Osdorfer Straße – Lichterfelde Süd – Teltow Stadt | D         | 20 min          |
|       | Spandau – Stresow – Pichelsberg – Olympiastadion – Heerstraße – Messe Süd – Westkreuz – Charlottenburg – Savignyplatz – Zoologischer Garten – Tiergarten – Bellevue – Hauptbahnhof – Friedrichstraße – Hackescher Markt – Alexanderplatz – Jannowitzbrücke – Ostbahnhof – Warschauer Straße – Ostkreuz – Rummelsburg – Betriebsbahnhof Rummelsburg – Karlshorst – Wuhlheide – Köpenick – Hirschgarten – Friedrichshagen – Rahnsdorf – Wilhelmshagen – Erkner | C         | 20 min          |
|       | Westkreuz – Charlottenburg – Savignyplatz – Zoologischer Garten – Tiergarten – Bellevue – Hauptbahnhof – Friedrichstraße – Hackescher Markt – Alexanderplatz – Jannowitzbrücke – Ostbahnhof – Warschauer Straße – Ostkreuz – Nöldnerplatz – Lichtenberg – Friedrichsfelde Ost – Biesdorf – Wuhletal – Kaulsdorf – Mahlsdorf – Birkenstein – Hoppegarten – Neuenhagen – Fredersdorf – Petershagen Nord – Strausberg – Hegermühle – Strausberg Stadt – Strausberg Nord | C         | 10 min          |
|       | Potsdam Hauptbahnhof – Babelsberg – Griebnitzsee – Wannsee – Nikolassee – Grunewald – Westkreuz – Charlottenburg – Savignyplatz – Zoologischer Garten – Tiergarten – Bellevue – Hauptbahnhof – Friedrichstraße – Hackescher Markt – Alexanderplatz – Jannowitzbrücke – Ostbahnhof – Warschauer Straße – Ostkreuz – Nöldnerplatz – Lichtenberg – Friedrichsfelde Ost – Springpfuhl – Poelchaustraße – Marzahn – Raoul-Wallenberg-Straße – Mehrower Allee – Ahrensfelde | C         | 10 min          |
|       | Spandau – Stresow – Pichelsberg – Olympiastadion – Heerstraße – Messe Süd – Westkreuz – Charlottenburg – Savignyplatz – Zoologischer Garten – Tiergarten – Bellevue – Hauptbahnhof – Friedrichstraße – Hackescher Markt – Alexanderplatz – Jannowitzbrücke – Ostbahnhof – Warschauer Straße – Treptower Park – Plänterwald – Baumschulenweg – Schöneweide – Johannisthal – Adlershof – Altglienicke – Grünbergallee – Schönefeld (bei Berlin) – Waßmannsdorf – Flughafen BER | C         | 20 min          |
|       | Alt-Tegel – Borsigwerke – Holzhauser Straße – Otisstraße – Scharnweberstraße – Kurt-Schumacher-Platz – Afrikanische Straße – Rehberge – Seestraße – Leopoldplatz – Wedding – Reinickendorfer Straße – Schwartzkopffstraße – Naturkundemuseum – Oranienburger Tor – Friedrichstraße – Unter den Linden – Stadtmitte – Kochstraße – Hallesches Tor – Mehringdamm – Platz der Luftbrücke – Paradestraße – Tempelhof – Alt-Tempelhof – Kaiserin-Augusta-Straße – Ullsteinstraße – Westphalweg – Alt-Mariendorf                                                                                                 |           | 04 min          |

## U-Bahnhof

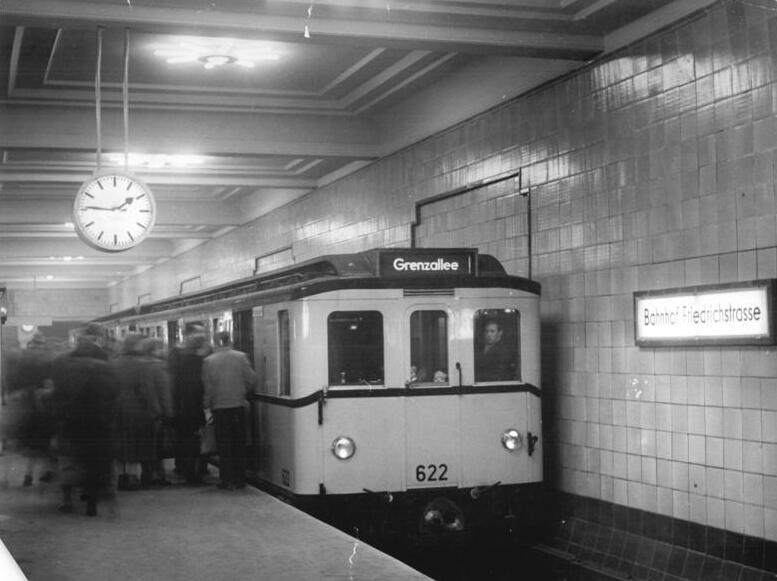
U-Bahnhof Friedrichstraße mit gläsernen Stationsschildern und Zug der Baureihe C, 1956

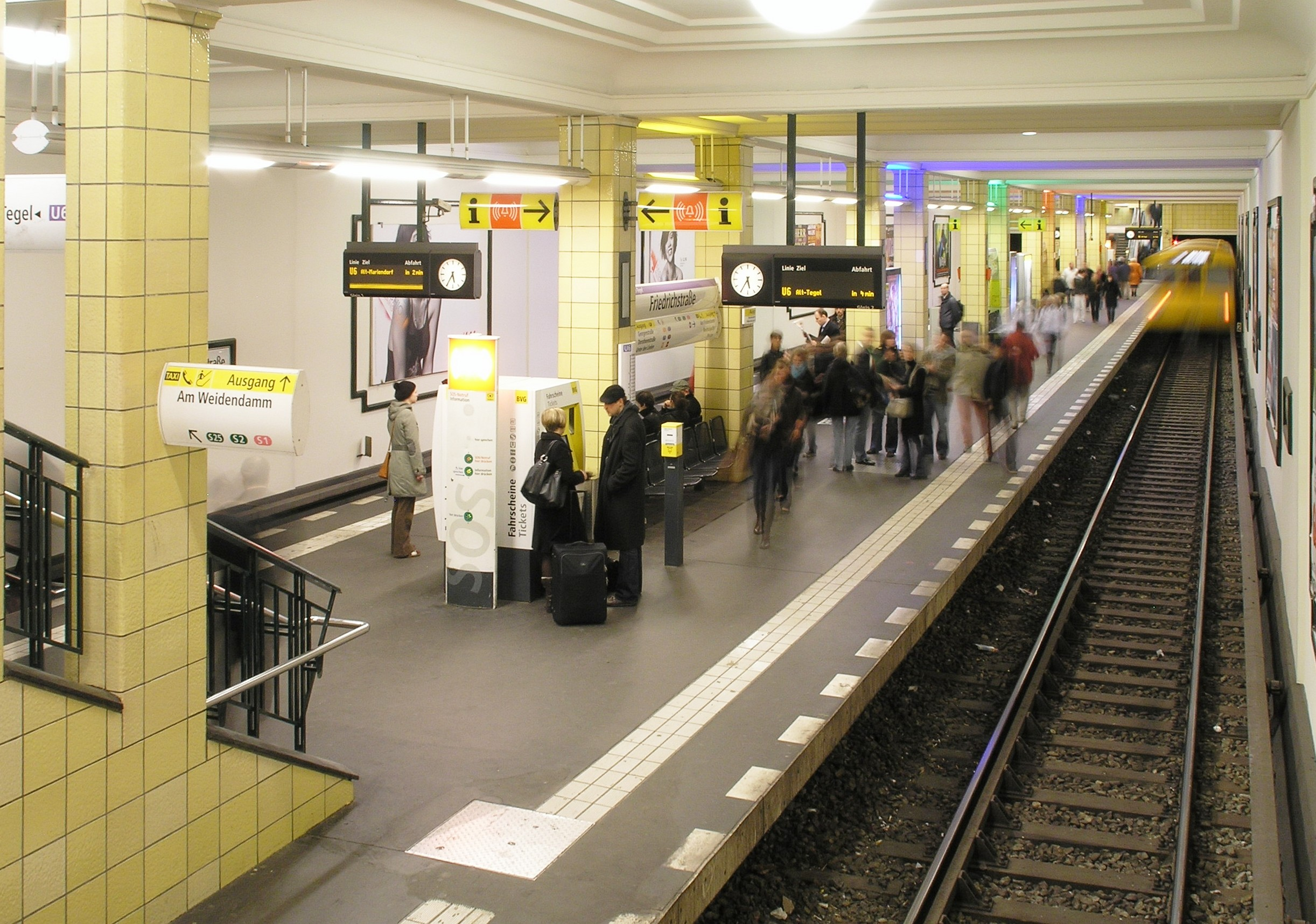
U-Bahnhof Friedrichstraße, 2008

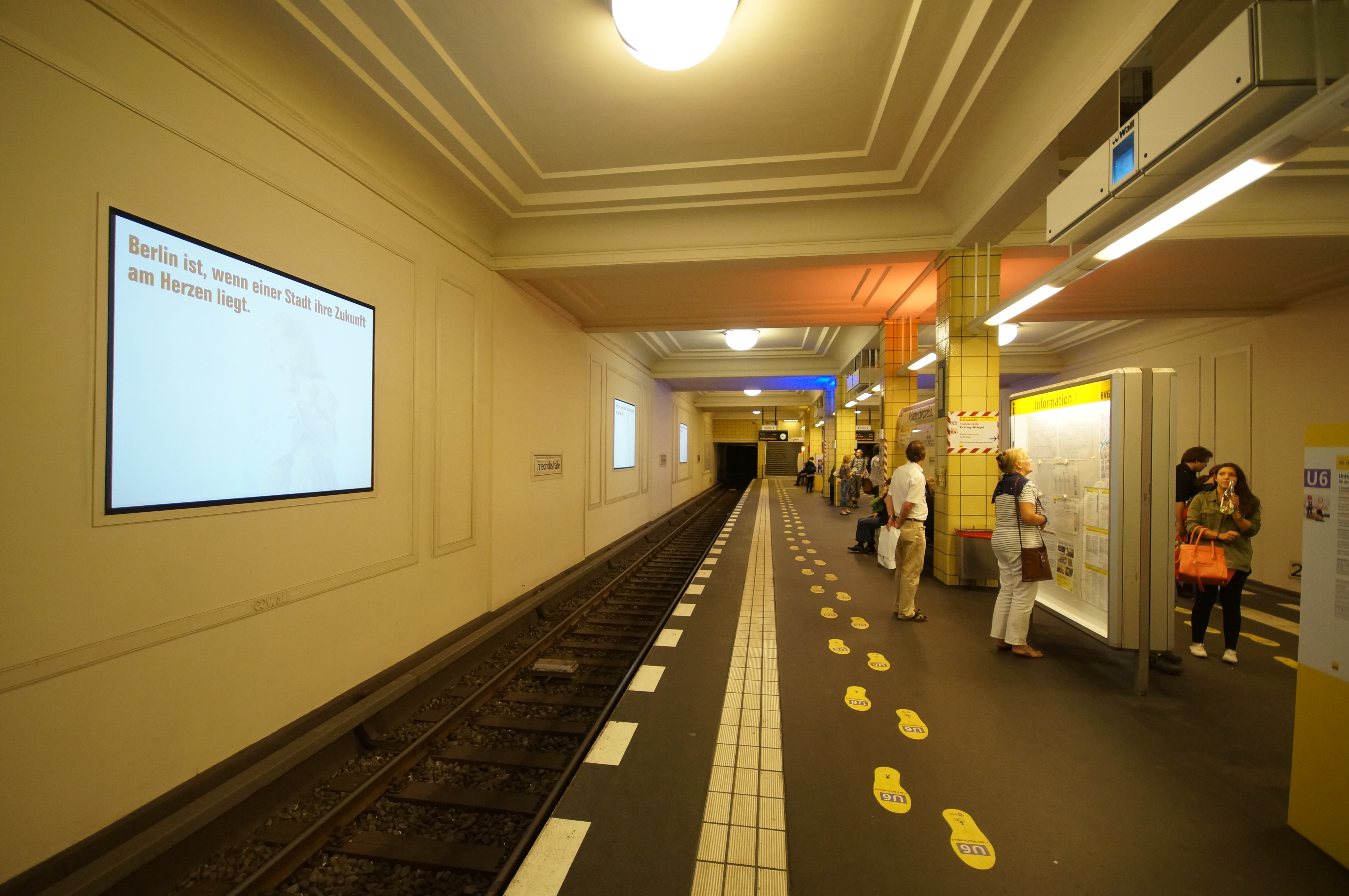
Multimedia-Werbeprojektore und -Werbeflächen im U-Bahnhof, 2012

Der U-Bahnhof Friedrichstraße wurde von 1915 bis 1923 von Heinrich Jennen, Alfred Grenander und Alfred Fehse an der Nord-Süd-U-Bahn gebaut und am 30. Januar 1923 mit dem Namen Bahnhof Friedrichstraße eröffnet. Bereits am 15. September 1924 erhielt er den Namen Stadtbahn (Friedrichstraße), die Rückbenennung erfolgte am 1. Februar 1936. Seit Februar 1976 heißt er nur noch Friedrichstraße. 1928 erhielt die Nord-Süd-U-Bahn die Linienbezeichnung ‚C‘, am 1. März 1966 dann die Bezeichnung ‚Linie 6‘. Am 9. Januar 1984 wurde in West-Berlin den bisherigen Liniennummern ein ‚U‘ vorangestellt.
Die Station gehört zum Großprofil-Netz, sie liegt in Nord-Süd-Richtung unter der Friedrichstraße. Die Fundamente der Stadtbahn am Ostkopf des Fernbahnhofs waren durch den U-Bahn-Bau gefährdet und wurden unter Aufrechterhaltung des Betriebs gesichert, zum Teil unterfangen und tiefer herabgeführt. Der S- und Fernbahnhof wird vom südlichen Teil des U-Bahnhofs nahezu rechtwinklig unterquert. Unmittelbar nördlich der Station wird auf 60 m Länge eine Moorlinse durchquert, die erst in 29 m Tiefe einen tragfähigen Boden aufwies.
Zwischen den beiden Richtungsgleisen des U-Bahnhofs befindet sich, wegen der anschließenden Spreeunterfahrung in anderthalbfacher Tiefenlage, ein Mittelbahnsteig mit Zugängen an den Bahnsteigenden. Er liegt 6,65 m unter dem Straßenniveau und ist sieben Meter breit, seine Länge betrug ursprünglich ca. 80 m. Der nördliche Zugang mit zwei Treppen zu den Gehsteigen wurde am 1. Februar 1936 eröffnet, er ersetzte zwei hintereinanderliegende Treppen, die auf die Straßenmitte führten. An jenem Tag ging auch der Verbindungsgang zur Nord-Süd-S-Bahn in Betrieb. Gelbe Fliesen ersetzten die bislang grün verputzten Wände der Station. Die neuen Stationsschilder waren in die Wände eingelassen, sie bestanden aus Opalglas und wurden von innen beleuchtet.
Ende April 1945 wurde der Betrieb der U-Bahn eingestellt. Am 2. Mai 1945 wurde die Tunneldecke der Nord-Süd-S-Bahn unter dem Landwehrkanal durch die SS gesprengt. Das eindringende Wasser floss durch den Verbindungsgang zur U-Bahn-Station Bahnhof Friedrichstraße und überflutete die U-Bahn-Linie C. Erst am 12. Juli 1945 konnte der Betrieb wieder aufgenommen werden.
Nach dem Mauerbau lag der U-Bahnhof an einer der durch Ost-Berlin führenden „Transitlinien“ des West-Berliner Netzes. Alle an der Oberfläche liegenden Zugänge wurden am 13. August 1961 versperrt und später zugemauert. Nur der Verbindungsgang zur Station der Nord-Süd-S-Bahn blieb geöffnet und ermöglichte West-Berlinern „exterritoriales“ Umsteigen sowie später die Einreise in den Ostteil der Stadt. In jener Zeit war die Station die einzige der West-U-Bahn unterhalb Ost-Berlins, die nicht als „Geisterbahnhof“ ohne Halt durchfahren wurde.
Nach dem Wegfall der Grenzkontrollen am 2. Juli 1990 wurden die Zugänge wieder freigelegt und geöffnet. Zwischen September 1992 und Juni 1995 wurde der Bahnsteig nach Süden hin verlängert, um den Einsatz von Sechswagenzügen zu ermöglichen. Die Hintergleiswände des neuen Teils wurden verputzt und weiß gestrichen, seit 2010 präsentieren sie sich in der ganzen Station in Weiß. Die Werbeplakate wurden entfernt, Werbung wird seitdem über mehrere Projektoren direkt auf die Wände projiziert.